# Abe Shinzō
Abe Shinzō (Nhật: 安倍 晋三 (An-Bội Tấn-Tam) 21 tháng 9 năm 1954 – 8 tháng 7 năm 2022) là một chính trị gia người Nhật Bản đã giữ chức Thủ tướng Nhật Bản bốn nhiệm kỳ liên tiếp đồng thời là Chủ tịch của Đảng Dân chủ Tự do (LDP) từ 2012 đến 2020, và trước đó từ 2006 đến 2007. Ông cũng giữ chức Chánh Văn phòng Nội các từ năm 2005 đến 2006 và là Lãnh đạo Phe đối lập năm 2012. Ông là Thủ tướng có thời gian tại nhiệm dài nhất trong lịch sử Nhật Bản. Ngày 8 tháng 7 năm 2022, ông qua đời do bị ám sát.
Abe được bầu vào Chúng Nghị viện trong cuộc tổng tuyển cử năm 1993. Ông được chọn làm Chánh Văn phòng Nội các bởi Koizumi Junichirō vào tháng 9 năm 2005, trước khi kế nhiệm Koizumi làm Chủ tịch LDP tháng 9 năm 2006. Ông được xác nhận làm Thủ tướng Nhật Bản sau một phiên họp Quốc hội Nhật Bản ở tuổi 52, khiến ông là Thủ tướng sau chiến tranh trẻ nhất, và là người đầu tiên sinh sau Thế chiến thứ hai. Năm 2007, Abe từ chức Thủ tướng với lý do bệnh viêm loét đại tràng, không lâu sau khi đảng ông thua trong cuộc bầu cử Tham Nghị viện năm đó. Ông được kế nhiệm bởi Fukuda Yasuo, người đầu tiên trong chuỗi năm Thủ tướng mà không ai tại nhiệm hơn 16 tháng.
Sau khi phục hồi, Abe bất ngờ trở lại chính trị, vượt qua cựu Bộ trưởng Quốc phòng Ishiba Shigeru để trở thành Chủ tịch LDP lần thứ hai vào tháng 9 năm 2012. Tháng 12 năm 2012, sau chiến thắng áp đảo của LDP trong cuộc tổng tuyển cử, ông trở thành Thủ tướng đầu tiên tái nhiệm kể từ Yoshida Shigeru năm 1948. Ông tiếp tục đắc cử với kết quả áp đảo năm 2014 và 2017. Tháng 8 năm 2020, Abe thông báo ý định từ chức, với lý do là bệnh viêm loét đại tràng trở lại. Ông chính thức từ chức vào ngày 16 tháng 9 năm 2020, sau khi cuộc bầu cử lãnh đạo LDP diễn ra hai ngày trước đó. đã bầu ông Suga Yoshihide làm Chủ tịch LDP. Với việc đảng LDP chiếm đa số ở Quốc hội, ông Suga được bầu làm Thủ tướng, kế nhiệm ông Abe.
Abe là một chính trị gia bảo thủ được mô tả là một người theo chủ nghĩa dân tộc cánh hữu. Ông là thành viên của Nippon Kaigi và giữ quan điểm xét lại đối với lịch sử Nhật Bản, bao gồm việc từ chối mọi vai trò của chính phủ trong việc tuyển chọn phụ nữ mua vui trong Thế chiến thứ hai, dẫn đến nhiều căng thẳng với nước láng giềng Hàn Quốc. Ông được xem là có cách tiếp cận cứng rắn đối với Bắc Triều Tiên, và kêu gọi việc sửa đổi Điều 9 của Hiến pháp Nhật Bản để cho phép một lực lượng quân sự của Nhật. Abe cũng được biết trên thế giới với các chính sách kinh tế của chính phủ ông, thường gọi là Abenomics, chủ trương nới lỏng tiền tệ, kích thích tài chính, và cải cách cơ cấu. Tên gọi Abenomics được lấy cảm hứng từ những chính sách kinh tế lớn khác trên thế giới như Reaganomics, Clintonomics, Rogernomics, và Obamanomics.

## Thời niên thiếu và học vấn
Abe Shinzō sinh ngày 21tháng 9 năm 1954tại Shinjuku, Tokyo trong một gia đình có ảnh hưởng kinh tế và chính trị lớn ở Nhật Bản cả trước và sau chiến tranh. Gia đình ông vốn từ tỉnh Yamaguchi, và địa chỉ thường trú của Abe (honseki chi) là Nagato, Yamaguchi, nơi ông ngoại ông sinh ra. Mặc dù khi còn là một cậu bé, ông khao khát trở thành một nhà làm phim, nhưng lịch sử gia đình Abe đã đưa ông vào con đường chính trị.
Trong thời kỳ Chiến tranh Thái Bình Dương, bố ông,  Abe Shintarō tình nguyện làm phi công thần phong nhưng chiến tranh kết thúc trước khi ông hoàn tất huấn luyện. Sau đó, ông phục vụ tại Chúng Nghị viện từ năm 1958 đến năm 1991, với các chức vụ như Chánh Văn phòng Nội các, Bộ trưởng Thương mại và Công nghiệp Quốc tế, và Bộ trưởng Ngoại giao.
Ông ngoại của ông, Kishi Nobusuke, giữ chức Thủ tướng từ 1957 đến 1960, "vua kinh tế" de facto của Trung Quốc, Hàn Quốc, và Mãn Châu Quốc, chính phủ bù nhìn của Nhật tại Bắc Trung Hoa. Kết thúc chiến tranh, Kishi bị xét xử dưới dạng một tội phạm chiến tranh, nhưng chính sách của Tư lệnh Tối cao cho các Phe Đồng minh, người nắm quyền Nhật Bản sau thế chiến, thay đổi và trở nên chống cộng. Kết quả là Kishi được thả từ nhà tù Sugamo và thành lập Đảng Dân chủ Nhật Bản. Trong quyển sách Utsukushii Kuni e (Hướng đến một Quốc gia Tươi đẹp), Abe viết, "Một số người từng coi ông ngoại tôi là một 'nghi phạm tội ác chiến tranh Hạng A', và tôi căm ghét điều đó. Vì lẽ đó, có thể đã khiến tôi gần gũi hơn với 'chủ nghĩa bảo thủ'".
Năm 1955, Đảng Tự do của Yoshida Shigeru và Đảng Dân chủ của Kishi hợp nhất thành một liên minh chống cánh tả, trở thành LDP. Không chỉ họ ngoại, dòng họ nội của ông cũng quy tụ rất nhiều tên tuổi của nền chính trị Nhật Bản. Ông nội của ông là Abe Kan từng phục vụ trong Hạ viện Nhật Bản. Cha của Abe, ông Abe Shintarō từng là Bộ trưởng Ngoại giao từ năm 1982 đến năm 1986 và từng được nhắc đến như một người tiềm năng cho vị trí thủ tướng. Bên cạnh đó Abe Shinzō còn có quan hệ gần gũi với Thủ tướng, và cũng là chú của ông, Satō Eisaku là người từng giữ chức vụ này từ năm 1964 cho đến năm 1972 và sau đó được trao giải Nobel Hòa Bình vào năm 1974.
Abe tham dự Trường Tiểu học Seikei, Trường Trung học Seikei và Trường Cao trung Seikei (成蹊中学校・高等学校). Ông học hành chính công và tốt nhiệm với bằng cử nhân khoa học chính trị tại Đại học Seikei năm 1977. Ông sau đó chuyển đến Mỹ và theo học chính sách công tại Trường Chính sách Công USC Sol Price thuộc Đại học Nam California trong ba học kỳ.
Tháng 4 năm 1979, Abe bắt đầu làm việc cho Kobe Steel. Ông rời công ty năm 1982 và theo đuổi một số vị trí trong chính phủ bao gồm trợ lý điều hành của Bộ trưởng Ngoại giao, thư ký riêng cho chủ tịch Đại Hội đồng LDP, và thư ký riêng cho Tổng Thư ký LDP.

## Hạ Nghị sĩ
| Khu vực bầu cử      | Bầu cử | Đảng      | Đảng               | Nhiệm kỳ                                                                         | Chức vụ |
| ------------------- | ------ | --------- | ------------------ | -------------------------------------------------------------------------------- | ------- |
| Khu vực 1 Yamaguchi | 1993   |           | Đảng Dân chủ Tự do | 1993–1996                                                                        |         |
| Khu vực 4 Yamaguchi | 1996   | 1996–2022 | Đảng Dân chủ Tự do |                                                                                  |         |
| Khu vực 4 Yamaguchi | 2000   | 1996–2022 | Đảng Dân chủ Tự do | Phó Chánh Văn phòng Nội các (4 tháng 7 năm 2000 – 22 tháng 9 năm 2003)           |         |
| Khu vực 4 Yamaguchi | 2003   | 1996–2022 | Đảng Dân chủ Tự do | Phó Chánh Văn phòng Nội các (4 tháng 7 năm 2000 – 22 tháng 9 năm 2003)           |         |
| Khu vực 4 Yamaguchi | 2005   | 1996–2022 | Đảng Dân chủ Tự do | Chánh Văn phòng Nội các (31 tháng 10 năm 2005 – 26 tháng 9 năm 2006)             |         |
| Khu vực 4 Yamaguchi | 2005   | 1996–2022 | Đảng Dân chủ Tự do | Thủ tướng Nhật Bản nhiệm kỳ thứ nhất (20 tháng 9 năm 2006 – 26 tháng 9 năm 2007) |         |
| Khu vực 4 Yamaguchi | 2009   | 1996–2022 | Đảng Dân chủ Tự do | Lãnh đạo Phe đối lập (26 tháng 9 năm 2012 – 26 tháng 12 năm 2012)                |         |
| Khu vực 4 Yamaguchi | 2012   | 1996–2022 | Đảng Dân chủ Tự do | Thủ tướng Nhật Bản nhiệm kỳ thứ hai (26 tháng 12 năm 2012 - 16 tháng 9 năm 2020) |         |
| Khu vực 4 Yamaguchi | 2014   | 1996–2022 | Đảng Dân chủ Tự do | Thủ tướng Nhật Bản nhiệm kỳ thứ hai (26 tháng 12 năm 2012 - 16 tháng 9 năm 2020) |         |
| Khu vực 4 Yamaguchi | 2017   | 1996–2022 | Đảng Dân chủ Tự do | Thủ tướng Nhật Bản nhiệm kỳ thứ hai (26 tháng 12 năm 2012 - 16 tháng 9 năm 2020) |         |
| Khu vực 4 Yamaguchi | 2021   | 1996–2022 | Đảng Dân chủ Tự do |                                                                                  |         |

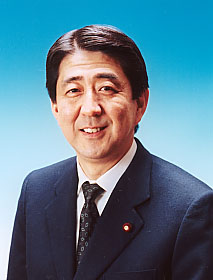
Chân dung Hạ Nghị sĩ Abe, năm 2002

Abe được bầu lên ở khu vực 1 của tỉnh Yamaguchi năm 1993, với số phiếu cao nhất trong số bốn nghị sĩ được bầu. Năm 2000 đến 2003, ông làm Phó Chánh Vằn phòng Nội các của nội các Mori Yoshirō và Koizumi Junichirō, sau đó ông được bổ nhiệm làm Tổng Thư ký Đảng Dân chủ Tự do.
Abe là thành viên của phái Mori (trước gọi là Seiwa Seisaku Kenkyū-kai) của LDP. Bè phái này do cựu Thủ tướng Mori Yoshirō đứng đầu, sau bố ông Abe là Shintarō giữ chức vụ này từ năm 1986 đến 1991.
Năm 2000, nhà riêng và văn phòng của Abe ở Shimonoseki, tỉnh Yamaguchi, bị tấn công nhiều lần bằng chai cháy. Thủ phạm là một số thành viên Yakuza thuộc Kudo-kai, một băng nhóm tại Kitakyushu. Nguyên nhân của vụ việc được cho là vì hỗ trợ địa phương của Abe từ chối cho tiền cho một người môi giới bất động sản Shimonoseki để ủng hộ ứng viên thị trưởng Shimonoseki năm 1999.

Ông đứng đầu một dự án thuộc LDP nhằm tổ chức các cuộc khảo sát về "giáo dục giới tính quá độ và giáo dục phi giới tính". Một số điều mà dự án phản đối bao gồm búp bê giải phẫu và những tư liệu giảng dạy khác "không xét đến tuổi của trẻ em", chính sách của nhà trường cấm các lễ hội truyền thống của bé trai và bé gái, và giáo dục thể chất cả hai giới. Dự án này đối lập với Đảng Dân chủ Nhật Bản, được cho là ủng hộ những chính sách này.

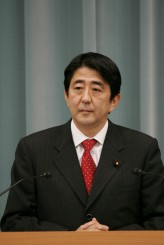
Abe khi đương chức Chánh Văn phòng Nội các, tháng 10 năm 2005

Ngày 23 tháng 4 năm 2006, Abe được bầu làm chủ tịch của Đảng Dân chủ Tự do cầm quyền. Những đối thủ cạnh tranh chính của ông là Tanigaki Sadakazu và Asō Tarō. Fukuda Yasuo là một ứng cử viên tiềm năng ban đầu nhưng cuối cùng không tham dự tranh cử. Nguyên Thủ tướng Mori Yoshirō, người đứng đầu bè phái của cả Abe và Fukuda, nói rằng bè phái nghiêng về Abe nhiều hơn rõ ràng. Năm 2021, Abe lên làm người đứng đầu phái Abe, kế tục phái Hosoda do Hosoda Hiroyuki đứng đầu.

## Thủ tướng nhiệm kỳ thứ nhất (2006–2007)

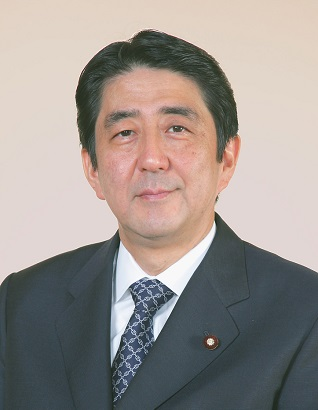
Chân dung chính thức của Abe, năm 2006

Ngày 26 tháng 9 năm 2006, Abe nhậm chức Thủ tướng Nhật Bản sau khi thủ tướng đương nhiêm là Koizumi Junichirō từ chức. Ở tuổi 52, ông là thủ tướng trẻ nhất kể từ Fumimaro Konoe năm 1941.

### Chính sách đối nội
Abe thể hiện cam kết với những cải cách của người tiền nhiệm Koizumi Junichirō. Ông tiến hành cân bằng ngân sách của Nhật Bản qua một số hành động, như là bổ nhiệm Omi Kōji, một chuyên gia chính sách về thuế, làm Bộ trưởng Tài chính. Omi từng ủng hộ việc tăng thuế tiêu thụ quốc gia, tuy nhiên Abe không đồng tình với chính sách này và cố đạt mục tiêu ngân sách qua việc cắt giảm chi tiêu.
Từ 1997, Abe đã ủng hộ việc cải cách sách giáo khoa lịch sử gây nhiều tranh cãi và New History Textbook. Tháng 3 năm 2007, Abe, cùng với các chính trị gia cánh hữu, đề xuất một đạo luật nhằm khuyến khích chủ nghĩa dân tộc và "tình yêu quê hương tổ quốc" hướng tới giới trẻ Nhật Bản (教育基本法).
Abe giữ quan điểm bảo thủ trong tranh cãi thừa kế Nhật Bản, và không lâu sau khi Thân vương Hisahito chào đời, ông bác bỏ một đề xuất sửa đổi lập pháp cho phép phụ nữ thừa kế Ngai vàng hoa cúc.

### Chính sách đối ngoại

#### Bắc Triều Tiên
Abe nhìn chung có lập trường cứng rắn đối với Bắc Triều Tiên, đặc biệt trong việc nước này bắt cóc công dân Nhật Bản.
Trong các cuộc đàm phán năm 2002 giữa Nhật Bản và Bắc Triều Tiên, Thủ tướng Koizumi và Lãnh tụ tối cao Kim Jong-il đồng ý cho phép những người bị bắt cóc đến thăm Nhật Bản. Một vài tuần sau chuyến thăm, chính phủ Nhật Bản quyết định những người bị bắt cóc sẽ bị giới hạn trở về Bắc Triều Tiên nơi gia đình của họ sinh sống. Abe nhận công cho chính sách này trong quyển sách bán chạy của ông, Hướng đến một Quốc gia Tươi đẹp (美しい国へ Utsukushii kuni e). Bắc Triều Tiên chỉ trích quyết định của Nhật Bản là sự vi phạm lời hứa ngoại giao, và cuộc đàm phán kết thúc.

#### Trung Quốc và Đài Loan
Abe đã công nhận nhu cầu cải thiện quan hệ với Trung Quốc và, cùng với Bộ trưởng Ngoại giao Asō Tarō, tổ chức một cuộc họp thượng đỉnh với Chủ tịch nước Cộng hòa Nhân dân Trung Hoa Hồ Cẩm Đào. Abe cũng khẳng định quan hệ Nhật Bản–Trung Quốc không nên dựa vào cảm xúc nữa.
Abe nhận được một số ủng hộ bởi các chính trị gia Đài Loan thuộc Liên minh Toàn Lục hướng đến Đài Loan độc lập. Tổng thống Trung Hoa Dân Quốc Trần Thủy Biển chúc mừng Abe lên chức thủ tướng. Một phần của sự ủng hộ này là do yếu tố lịch sử: ông ngoại ông Kishi Nobusuke ủng hộ Đài Loan, và em trai của Kishi, Satō Eisaku, là Thủ tướng cuối cùng đến thăm Đài Loan khi tại chức.

#### Ấn Độ
Abe thể hiện mong muốn nâng cấp quan hệ Ấn Độ–Nhật Bản chiến lược. Năm 2007, Abe khởi xướng Đối thoại An ninh Bốn bên giữa Nhật, Mỹ, Úc, và Ấn Độ. Tháng 8 năm 2007, Abe thực hiện chuyến thăm ba ngày đến Ấn Độ để thiết lập mối quan hệ song phương mới, xây dựng trên cơ sở lịch sử thân thiện giữa hai nước. Chính sách đối ngoại thiết thực đối với Ấn Độ của Abe nhằm thúc đẩy sự phát triển kinh tế Nhật Bản qua một đối tác quan trọng tại châu Á.

### Từ chức lần 1

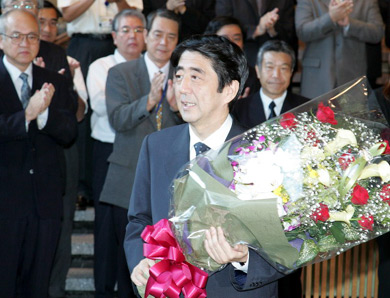
Abe từ chức thủ tướng vào tháng 9 năm 2007 (ảnh).

Trước cuộc bầu cử vào tháng 7, Bộ trưởng Nông nghiệp Matsuoka Toshikatsu của Abe đã tự sát sau một loạt vụ bê bối tài trợ chính trị. Ông là thành viên nội các đầu tiên tự sát kể từ Thế chiến thứ hai. Đảng Dân chủ Tự do cầm quyền của Abe đã chịu tổn thất lớn trong bầu cử Tham nghị viện, mất quyền kiểm soát lần đầu tiên sau 52 năm. Bộ trưởng Nông nghiệp, Akagi Norihiko, dính vào vụ bê bối tài trợ chính trị, đã từ chức sau cuộc bầu cử. Ngoài ra, việc Abe từ chối khả năng có một nữ quốc vương Nhật Bản, dẫn đến tranh cãi về quyền kế vị của Nhật Bản, đã làm giảm cơ sở ủng hộ ông.
Trong nỗ lực vực dậy chính quyền của mình, Abe đã công bố nội các mới vào tháng 8 năm 2007. Kết quả là sự ủng hộ dành cho Abe đã tăng 10%. Tuy nhiên, bộ trưởng nông nghiệp mới Endo Takehiko, dính vào một vụ bê bối tài chính, đã từ chức chỉ bảy ngày sau đó.
Vào ngày 12 tháng 9 năm 2007, chỉ ba ngày sau khi phiên họp quốc hội mới bắt đầu, Abe tuyên bố ý định từ chức thủ tướng tại một cuộc họp báo đột xuất. Thông báo này được đưa ra chỉ vài phút trước khi các nhà lãnh đạo phe đối lập dự kiến thẩm vấn ông tại Quốc hội và khiến nhiều người bị sốc. Abe từng tự mô tả mình là một "chính trị gia đấu tranh" và trước đó đã cam kết không từ chức. Abe giải thích rằng việc ông không được lòng dân đang cản trở việc thông qua luật chống khủng bố, liên quan đến sự hiện diện quân sự liên tục của Nhật Bản trong Afghanistan. Các quan chức của đảng cũng cho biết vị thủ tướng đang bị bao vây vì sức khỏe kém.

## Nghỉ hưu (2007–2012)

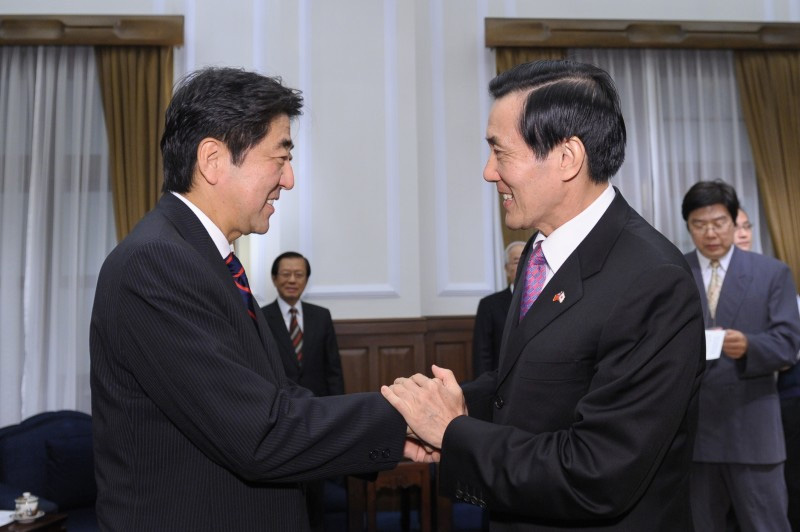
Cuộc gặp của Abe với Tổng thống Mã Anh Cửu trong chuyến thăm Đài Loan năm 2010

Abe vẫn ở trong Quốc hội sau khi ông từ chức thủ tướng. Ông được bầu lại vào ghế quận Yamaguchi 4 trong bầu cử năm 2009, khi Đảng Dân chủ Tự do mất quyền lực vào tay DPJ.
Vào ngày 15 tháng 10 năm 2010, Abe có bài phát biểu tại Viện Hudson về quan hệ Mỹ-Nhật tại Washington DC. Nhật Bản gần đây đã bị Trung Quốc vượt qua để trở thành nền kinh tế số hai thế giới, vị trí mà nước này đã giữ suốt 40 năm trước. Abe nói: "Có vẻ như Trung Quốc hy vọng giành được quyền kiểm soát không chỉ đối với Đài Loan mà còn đối với Biển Đông, Biển Hoa Đông và thực tế là toàn bộ Tây Thái Bình Dương... quân đội Trung Quốc Tóm lại, ý tưởng rất nguy hiểm này thừa nhận rằng biên giới và các vùng đặc quyền kinh tế được xác định bởi sức mạnh quốc gia, và miễn là nền kinh tế Trung Quốc tiếp tục phát triển thì phạm vi ảnh hưởng sẽ tiếp tục mở rộng. Một số người có thể liên tưởng điều này với khái niệm 'lebensraum' của người Đức." Abe nhìn thấy ở các nước ASEAN một đối trọng với chủ nghĩa bành trướng của Trung Quốc. Abe lo sợ Phần Lan hóa của Nhật Bản đối với Trung Quốc, và coi phản ứng của Nội các Kan đối với sự cố va chạm tàu Senkaku năm 2010 là "một động thái rất ngu ngốc" và "ngây thơ đến đáng sợ". ". Ông tuyên bố "bắt buộc Nhật Bản phải tiến hành xem xét lại Ba nguyên tắc về xuất khẩu vũ khí của mình."
Khi còn là thành viên của Quốc hội Nhật Bản, Abe đã đến thăm Đài Loan vào năm 2010 và 2011. Tại đây, ông đã gặp tổng thống Mã Anh Cửu, cựu tổng thống Lý Đăng Huy và tổng thống tương lai Thái Anh Văn, người lúc đó là lãnh đạo của Đảng Dân chủ Tiến bộ. Mã mô tả Abe là "người bạn thân nhất của ROC" và cho biết Abe là thế hệ thứ ba trong gia đình ông có quan hệ chặt chẽ với Trung Hoa Dân Quốc. Abe cũng đã đến thăm Quốc gia liệt sĩ cách mạng' Shrine, một ngôi đền dành riêng cho những người đã chết trong chiến tranh của Trung Hoa Dân Quốc, bao gồm cả những người đã chết trong Chiến tranh Trung-Nhật lần thứ hai.

## Thủ tướng nhiệm kỳ thứ hai (2012–2014)

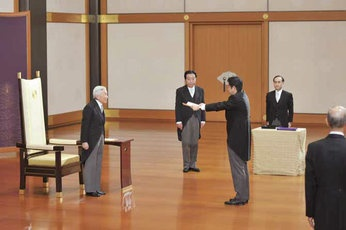
Abe nhận sắc phong bổ nhiệm của Thiên hoàng Akihito, tháng 12 năm 2012

Ngày 26 tháng 12 năm 2012, Abe được bầu làm Thủ tướng bởi Quốc hội, với 328 phiếu thuận trong số 480 thành viên của Chúng Nghị viện. Ông và nội các thứ hai của mình, được ông gọi là "nội các giải quyết khủng hoảng", tuyên thệ vào cùng ngày. Chính phủ mới bao gồm nhiều thành viên tên tuổi của LDP như là nguyên Thủ tướng Asō Tarō làm Phó Thủ tướng và Bộ trưởng Tài chính, Suga Yoshihide làm Chánh Văn phòng Nội các và Amari Akira làm Bộ trưởng Kinh tế. Sau chiến thắng của mình, Abe nói, "Với sức mạnh của toàn bộ nội các của tôi, tôi sẽ tiến hành chính sách tiền tệ mạnh dạn, chính sách tài chính mềm dẻo, và một chiến lược phát triển khuyến khích đầu tư tư nhân, và với ba cột trụ chính sách này, đạt được thành quả".
Tháng 2 năm 2013, Abe có một bài phát biểu tại Trung tâm Nghiên cứu Chiến lược và Quốc tế ở Washington, D.C., trong đó ông giải thích mục tiêu kinh tế và ngoại giao của mình, và rằng ông lên làm thủ tướng để ngăn không cho Nhật Bản trở thành một "nước hạng hai", tuyên bố rằng "Nhật Bản đã trở lại".

### Chính sách kinh tế (Abenomics)
Nội các thứ hai của Abe tái thiết Hội đồng Chính sách Kinh tế và Tài khóa (CEFP) từng đóng vai trò cốt yếu trong việc hình thành chính sách kinh tế của thời Koizumi, nhưng bị bãi bỏ bởi chính quyền DPJ 2009–12.
Trong bài phát biểu chính sách tháng 1 năm 2013, Abe tuyên bố với Quốc hội rằng phục hồi kinh tế và thoát khỏi giảm phát là "vấn đề lớn và cấp bách nhất" mà Nhật Bản đối mặ. Chiến lược kinh tế của ông, thường được gọi là Abenomics, gồm "ba mũi tên" chính (lấy cảm hứng từ một giai thoại Nhật Bản). Mũi tên thứ nhất là mở rộng tiền tệ với mục tiêu là lạm phát đạt mức 2%, thứ hai là chính sách tài khóa mềm dẻo đóng vai trò là kích thích kinh tế ngắn hạn để đạt được thặng dư ngân sách, và thứ ba là chiến lược phát triển tập trung vào cải tổ cơ cấu và đầu tư khu vực tư để phát triển dài hạn.

#### "Mũi tên thứ nhất": Chính sách tiền tệ

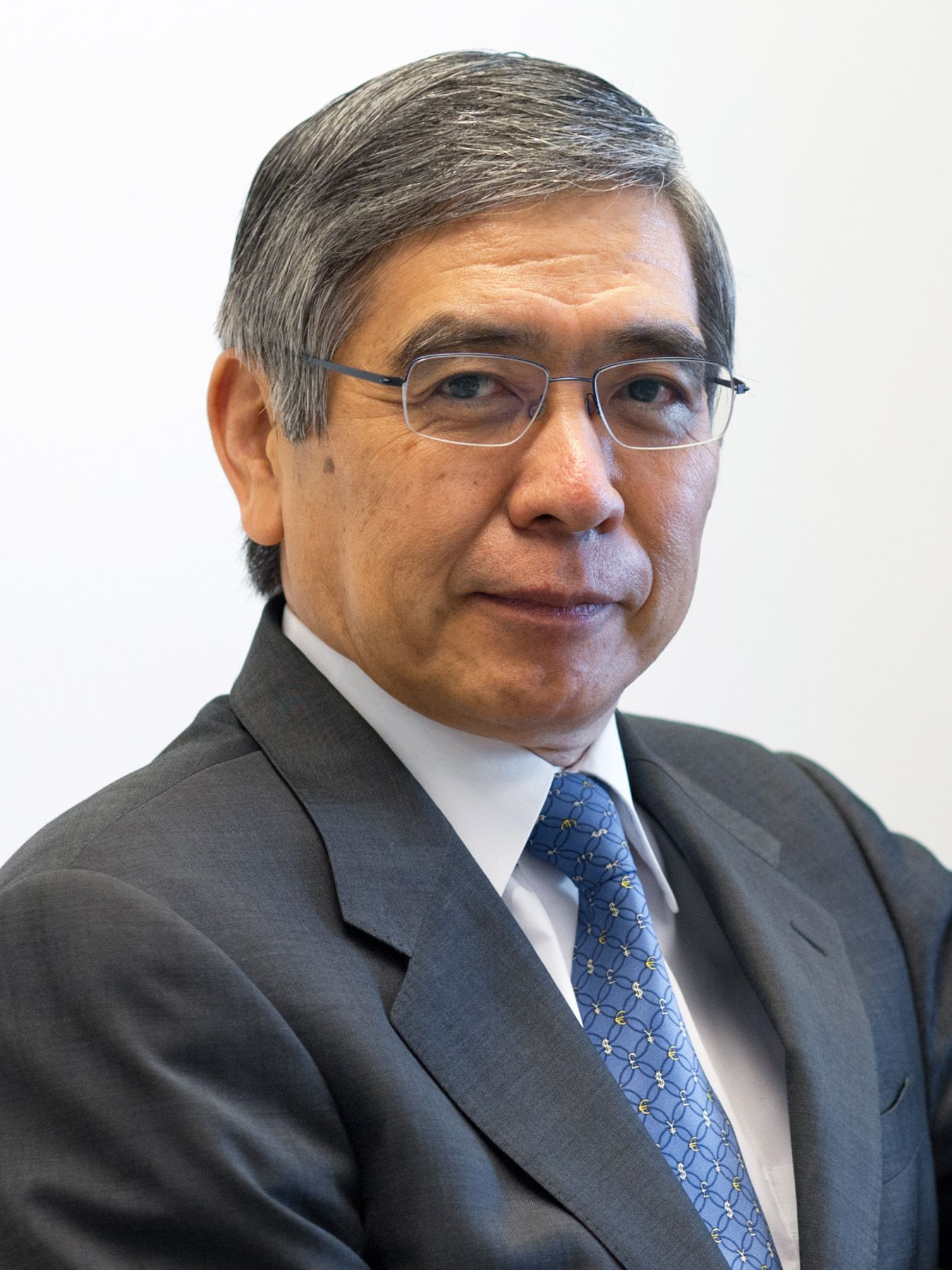
Kuroda Haruhiko, người được Abe bổ nhiệm làm Thống đốc Ngân hàng Nhật Bản (BOJ) mùa xuân năm 2013, đã thực hiện chính sách tiền tệ "mũi tên thứ nhất"

Tại buổi họp đầu tiên của CEFP ngày 9 tháng 1 năm 2013, Abe tuyên bố rằng Ngân hàng Nhật Bản nên theo đuổi một chính sách nới lỏng tiền tệ nhằm đạt mục tiêu lạm phát ở mức 2 phần trăm. Abe tạo áp lực lên Thống đốc của ngân hàng, Shirakawa Masaaki, nhằm đồng ý với kế hoạch này. Shirakawa, người vốn do dự trong việc đặt mục tiêu cụ thể, từ chức trước khi kết thúc nhiệm kỳ vào tháng 2 cùng năm. Abe sau đó bổ nhiệm Kuroda Haruhiko làm Thống đốc, người từng ủng hộ đặt mục tiêu lạm phát, và thúc đẩy chính sách nới lỏng tiền tệ của chính phủ.
Tháng 4 năm 2013, sau cuộc họp của hội đồng chính sách của ngân hàng, Kuroda thông báo một chương trình sâu rộng nhằm gấp đôi nguồn cung tiền tệ và đạt mục tiêu lạm phát trong "thời gian sớm nhất có thể". Trong sáu tháng kể từ Abe lên nắm quyền lần hai, đồng yên giảm từ 77 yên một đô la xuống còn 101,8 yên, và chỉ số Nikkei 225 tăng 70 phần trăm.
Tháng 10 năm 2014, Kuroda thông báo BOJ sẽ thúc đẩy chương trình nới lỏng và việc mua tài sản, được hội đồng thông qua với năm phiếu thuận và bốn phiếu chống. Đây được coi là phản ứng trước chỉ số kinh tế đáng thất vọng sau khi Abe tăng thuế tiêu dùng lên 8 phần trăm, lạm phát đã giảm xuống 1 phần trăm từ mức đỉnh 1,5 phần trăm vào tháng 4.

#### "Mũi tên thứ hai": Chính sách tài khóa

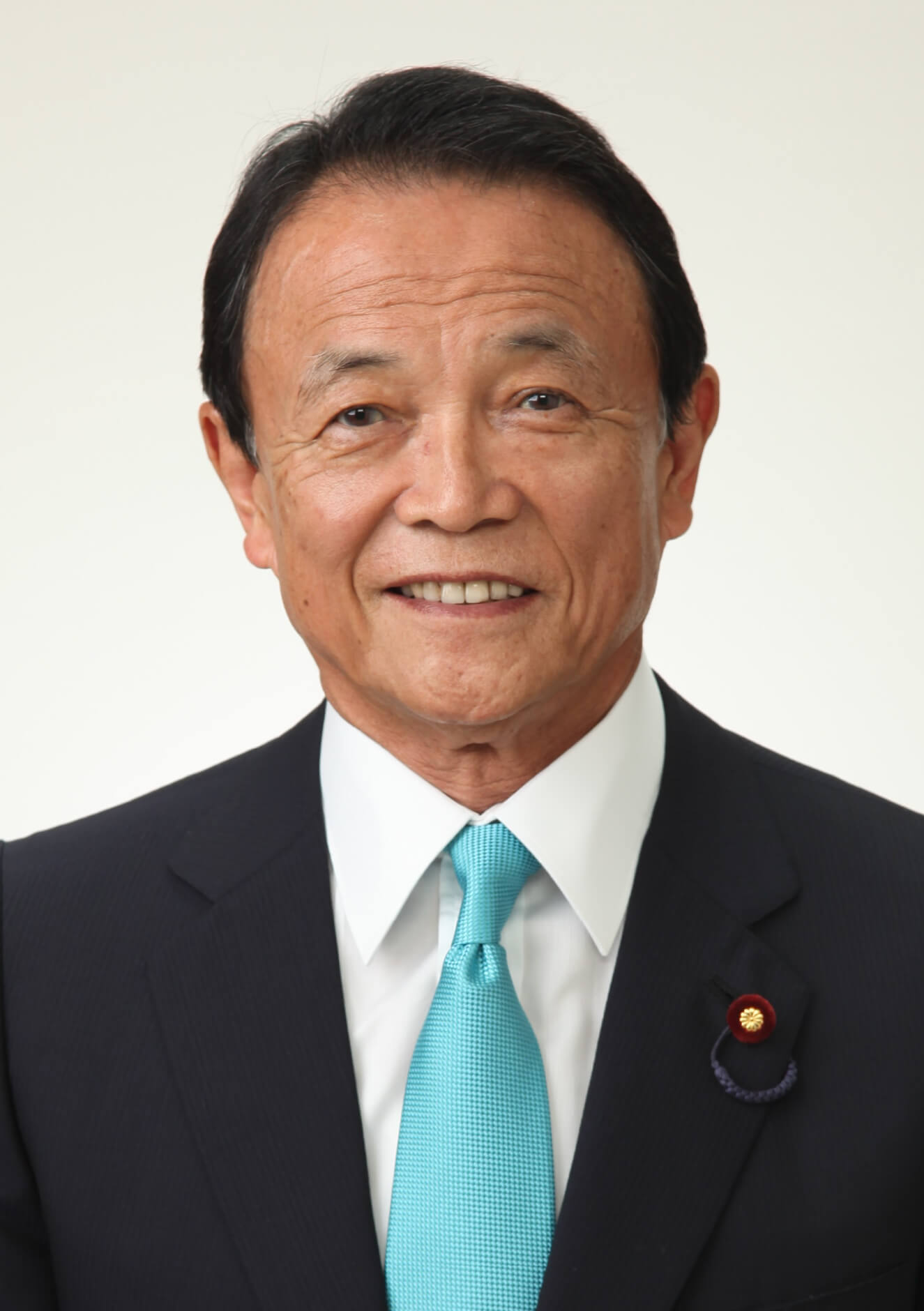
Bộ trưởng Tài chính Asō Tarō, người cũng giữ chức Phó Thủ tướng, vào tháng 4 năm 2017

Ngân sách đầu tiên của Nội các Abe có một gói kích thích trị giá 10,3 nghìn tỷ yên, bao gồm chi tiêu công, hỗ trợ doanh nghiệp nhỏ và khuyến khích đầu tư, hướng tới tăng trưởng ở mức 2 phần trăm. Ngân sách cũng tăng chi tiêu quốc phòng và nhân công, trong khi giảm viện trợ nước ngoài.
Mùa thu năm 2013, Abe quyết định thực hiện bước đầu tiên trong việc tăng thuế tiêu dùng, từ 5 phần trăm lên 8 phần trăm vào tháng 4 năm 2014 (bước thứ hai dự kiến tăng lên 10 phần trăm vào tháng 10 năm 2015). Dự luật được thông qua dưới thời chính phủ DPJ trước đó, nhưng quyết định cuối cùng nằm ở Thủ tướng. Abe và Bộ trưởng Tài chính Asō Tarō giải thích rằng việc tăng thuế là để cung cấp cơ sở "bền vững" cho chi tiêu xã hội và tránh phải dự vào trái phiếu chính phủ để kích thích kinh tế trong tương lai. Tuy việc này dự kiến sẽ ảnh hưởng đến tăng trưởng kinh tế sau khi có hiệu lực, Abe cũng thông báo một gói kích thích 5 nghìn tỷ yên nhằm giảm thiểu tác động của nó. Sau khi thuế tăng vào tháng 4, kinh tế Nhật Bản rơi vào suy thoái trong quý hai và ba của năm 2014, khiến Abe hoãn việc tăng thuế lần hai đến tháng 4 năm 2017 và kêu gọi một cuộc bầu cử nhanh. Để đối phó với suy thoái, Asō thông báo chính phủ sẽ kiến nghị Quốc hội thông qua một gói kích thích thêm trị giá 2–3 nghìn tỷ yên.

#### "Mũi tên thứ ba": Chiến lược phát triển và cải tổ cơ cấu

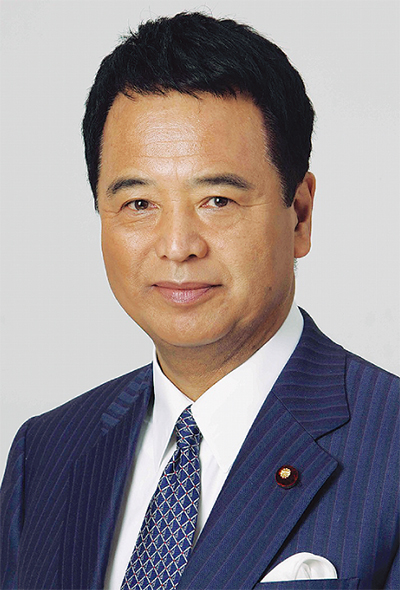
Amari Akira, người giữ chức Bộ trưởng phụ trách phục hồi kinh tế dưới thời Abe từ 2012 đến 2016, giám sát chiến lược phát triển "mũi tên thứ ba" và đàm phán Hiệp định TPP

Ngày 15 tháng 3 năm 2013, Abe thông báo Nhật Bản đang tiến hành đàm phán Hiệp định Đối tác xuyên Thái Bình Dương (TPP), được coi là biện pháp để chính phủ thực hiện những cải cách để tự do hóa một số khu vực của nền kinh tế Nhật Bản, đặc biệt là nông nghiệp, và bị chỉ trích bởi những nhà vận động hành lang nông nghiệp và một số thành viên của LDP. Nhà kinh tế học Yoshizaki Tatsuhiko miêu tả TPP có tiềm năng trở thành "trục chính của chiến lược hồi phục kinh tế của Abe" bằng cách khiến Nhật Bản cạnh tranh hơn qua tự do thương mại. Tháng 2 năm 2015, chính phủ Abe đạt thỏa thuận nhằm giới hạn quyền lực của JA-Zenchu trong việc giám sát và kiểm tra các hợp tác xã nông nghiệp của Nhật, nhằm hỗ trợ đàm phán TPP, đồng thời cải thiện tính cạnh tranh của ngành nông nghiệp Nhật Bản và giảm bớt ảnh hưởng của vận động nông nghiệp.
Abe tiết lộ những biện pháp liên quan đến "mũi tên thứ ba" vào tháng 6 năm 2013, bao gồm kế hoạch thành lập các đặc khu kinh tế và cho phép buôn bán thuốc trên mạng, nhưng không có những biện pháp đáng kể nào vê thị trường lao động hay cải cách doang nghiệp. Những biện pháp này không được đánh giá tích cực như hai mũi tên đầu của Abe, với thị trường chứng khoán giảm nhẹ và những người phản đối cho rằng chúng thiếu chi tiết cụ thể; tờ The Economist đánh giá thông báo của ông Abe là một "phát bắn nhầm". Tuy nhiên, các nhà phân tích chỉ ra Abe đang đợi sau cuộc bầu cử Thượng viện vào tháng 7 để tiết lộ thêm chi tiết, nhằm tránh những phản ứng tiêu cực của người bỏ phiếu trước việc cải cách. Tại cuộc họp thường niên của Diễn đàn Kinh tế Thế giới ở Davos, Thụy Sĩ năm 2014, Abe khẳng định ông sẵn sàng trở thành "mũi khoan" phá vỡ tảng đá của lợi ích cá nhân và "quan liêu" nhằm đạt được việc cải tổ cơ cấu kinh tế. Ông trích dẫn những cải cách trong nông nghiệp, năng lượng, và y tế làm minh chứng, đồng thời cam kết thúc đẩy TPP, một thỏa thuận thương mại EU–Nhật Bản, và cải cách thuế và quản trị doanh nghiệp.
Tháng 6 năm 2014, Abe thông báo một loạt các cải cách cơ cấu mà tờ The Economist miêu tả giống như "một bó 1.000 hơn là một mũi tên" và nhận xét tích cực hơn thông báo năm 2013. Những biện pháp bao gồm cải tổ quản trị doanh nghiệp, nới lỏng quy định thuê nhân công ngoại quốc trong đặc khu kinh tế, tự do hóa ngành y tế và biện pháp hỗ trợ doanh nghiệp địa phương và nước ngoài. Kế hoạch cũng bao gồm việc giảm thuế doanh nghiệp xuống dưới 30 phần trăm, mở rộng dịch vụ chăm sóc trẻ em nhằm khuyến khích phụ nữ tham gia làm việc, và nới lỏng quy định về làm thêm giờ. Tháng 12 năm 2015, chính phủ thông báo thuế doanh nghiệp sẽ giảm xuống 29,97 phần trăm trong năm 2016, sớm hơn một năm so với kế hoạch, và dự định sẽ tiếp tục giảm còn 29,74 phần trăm.
Tháng 9 năm 2013, Abe kêu gọi một "xã hội mà tất cả phụ nữ có thể tỏa sáng", đặt mục tiêu 30 phần trăm các vị trí lãnh đạo sẽ được nắm bởi phụ nữ trong năm 2020. Abe đề cập các ý tưởng "womenomics" của Kathy Matsui rằng gia tăng sự tham gia của phụ nữ trong lực lượng lao động, vốn tương đối thấp ở Nhật, nhất là ở các vị trí lãnh đạo, có thể cải thiện GDP và tỉ lệ sinh của Nhật. Nội các Abe đã thông báo các biện pháp mở rộng chăm sóc trẻ em và dự luật yêu cầu các tổ chức công khai dữ liệu về số lượng và chức vụ của phụ nữ.
Tháng 11 năm 2013, nội các Abe thông qua dự luật nhằm tự do hóa nền điện lực Nhật Bản bằng việc dỡ bỏ kiểm soát giá thành, chia tách những công ty độc quyền, tách biệt việc phát và truyền điện bằng việc thành lập công ty lưới điện quốc gia. Bước đi này một phần là phản hồi trước thảm họa Fukushima năm 2011, và dự luật được hầu hết Quốc hội tán thành. Đến tháng 3 năm 2015, hơn 500 công ty đã đăng ký với Bộ Kinh tế, Thương mại và Công nghiệp để tham gia thị trường bán lẻ điện, dự kiến đến 2016 sẽ tự do hóa hoàn toàn ngành điện lực, đến năm 2017 là ngành dầu khí. Abe cũng nói ông ủng hộ việc tái xây dựng lò phản ứng điện hạt nhân của Nhật sau thảm họa Fukushima, mặc dù hầu hết quyền hạn tái thiết nhà máy điện hạt nhân nằm ở chính quyền địa phương.
Tháng 7 năm 2015, Quỹ Tiền tệ Quốc tế báo cáo rằng trong khi việc cải tổ cơ cấu đã cải thiện viễn cảnh kinh tế "một cách khiêm tốn", "cần có những cải tổ cơ cấu sâu rộng để tăng tốc độ tăng trưởng" và giảm phụ thuộc vào việc giảm giá trị đồng yên.

Bản đồ kết quả cuộc tuyển cử Tham Nghị viện năm 2013 với màu xanh lá đại diện của LDP chiếm đa số

### Bầu cử Thượng viện 2013
Khi Abe tái nhậm chức, mặc dù cả DPJ và LDP đều không kiểm soát Tham Nghị viện (Thượng viện của Quốc hội Nhật Bản) kể từ cuộc bầu cử năm 2007, phe đối lập DPJ là đảng chiếm số ghế lớn nhất. Đảng cầm quyền chiếm hai phần ba số ghế trong hạ viện, đủ để hủy bỏ sự phủ quyết của thượng viện, nhưng cần một khoảng thời gian là 90 ngày. Tình trạng này, còn được gọi là "Quốc hội xoắn", đã dẫn đến bế tắc chính trị và sự thay đổi Thủ tướng liên tục kể từ năm 2007. Chiến dịch của ông Abe trong cuộc bầu cử năm 2013 tập trung vào việc phục hồi kinh tế, kêu gọi người dân cho ông quyền lực vững vàng trong cả hai viện để theo đuổi cải cách, và dùng giọng điệu ôn hòa hơn trong những vấn đề quốc phòng và hiến pháp.
Sau cuộc bầu cử Thượng viện tháng 7 năm 2013, LDP chiếm nhiều ghế nhất, 115 ghế (tăng 31), và Komeito giữ 20 ghế (tăng 1), khiến Abe kiểm soát cả hai viện của Quốc hội, nhưng không đủ hai phần ba Thượng viện cần để chỉnh sửa hiến pháp. Do không có cuộc bầu cử nào khác cho đến năm 2016, đây được coi là "ba năm vàng" cho Abe với sự ổn định của Quốc hội, giúp ông có cơ hội thi hành các chính sách của mình.

### Chính sách đối nội
Nhiệm kỳ thủ tướng thứ hai chứng kiến những cố gắng của Abe nhằm giảm bớt sự tàn bạo của tội ác chiến tranh của Nhật trong sách giáo khoa nước này, một trong những vấn đề khiến ông từ chức lần đầu tiên. Năm 2013, Abe ủng hộ việc thành lập chương trình Dự án Đại học Toàn cầu. Đây là một chương trình mười năm nhằm tăng số lượng sinh viên quốc tế trong các trường đại học Nhật Bản cũng như thuê thêm giảng viên nước ngoài. Đồng thời cũng có nguồn tài trợ một số trường đại học để thành lập chương trình giảng dạy hoàn toàn bằng tiếng Anh.
Năm 2014, Abe cấp hàng triệu đô la cho ngân sách hỗ trợ các chương trình giúp người độc thân ở Nhật tìm bạn đời của mình. Những chương trình với tên gọi "Chương trình hỗ trợ hôn nhân" được khởi xướng với hy vọng tăng tỷ lệ sinh của Nhật Bản, vốn rất thấp và đang giảm dần.

### Chính sách đối ngoại
Ngay sau khi nhậm chức, Thủ tướng Abe đã khẳng định về một "sự chuyển mình mạnh mẽ" trong chính sách đối ngoại và hứa theo đuổi chính sách ngoại giao với toàn cầu, thay vì giới hạn tầm nhìn ở khu vực hoặc song phương, dựa trên "các giá trị cơ bản của tự do, dân chủ, nhân quyền, và pháp quyền". Việc ông chọn Kishida Fumio làm Bộ trưởng Ngoại giao được coi là dấu hiệu cho thấy ông sẽ theo đuổi đường lối ôn hòa hơn so với lập trường cứng rắn của mình trong cuộc tổng tuyển cử trước đó.
Vài tuần sau khi nắm quyền, nội các Abe đối mặt với khủng hoảng con tin In Amenas năm 2013 khiến 10 công dân Nhật Bản bị giết. Abe lên án vụ giết người là "hoàn toàn không thể tha thứ" và xác nhận đã hợp tác cùng với Vương quốc Anh. Abe tin rằng vụ việc cho thấy sự cần thiết của việc thành lập một Hội đồng An ninh Quốc gia Nhật Bản (xem ở dưới), và triệu tập một ủy ban xem xét việc thành lập tổ chức này sau cuộc khủng hoảng.
Khác với nhiều Thủ tướng Nhật khác, Abe rất tích cực trong lĩnh vực ngoại giao, ghé thăm tổng cộng 49 quốc gia từ tháng 12 năm 2012 đến tháng 9 năm 2014, một con số được coi là "chưa từng có tiền lệ" (để so sánh, hai người tiền nhiệm của Abe là Kan Naoto và Noda Yoshihiko đến thăm tổng cộng 18 quốc gia từ tháng 6 năm 2010 đến tháng 12 năm 2012). Đây được coi là để bù lại cho quan hệ xấu với Trung Quốc và Hàn Quốc bằng cách gia tăng ảnh hưởng của Nhật trên trường quốc tế và cải thiện quan hệ song phương với những nước khác trong khu vực. Các nước Đông Nam Á, Úc, và Ấn Độ là những điểm đến thường xuyên và quan trọng cho Abe, người thăm toàn bộ 10 nước ASEAN chỉ trong năm đầu tiên của nhiệm kỳ. Các chuyến thăm ngoại giao cũng giúp quảng bá Nhật Bản trở thành một cộng đồng kinh doanh quốc tế và mở cửa cho những đầu tư thương mại, năng lượng, và quốc phòng.
Tháng 9 năm 2013, Abe giúp Tokyo trúng thầu Thế vận hội Mùa hè 2020, phát biểu bằng tiếng Anh tại phiên họp IOC ở Buenos Aires, trong đó ông ca ngợi vai trò của thể thao tại Nhật và trấn an ủy ban rằng bất kỳ sự cố nào liên quan đến nhà máy điện Fukushima đều đã được kiểm soát. Sau khi trúng thầu, Abe hy vọng sự kiện là biểu tượng cho kế hoạch tái thiết nền kinh tế của ông, nói rằng "Tôi muốn biến Thế vận hội thành ngòi nổ thổi bay đi 15 năm giảm phát và đình trệ kinh tế".
Chính sách đối ngoại của Abe không còn tập trung vào quan hệ song phương với ba cường quốc là Hoa Kỳ, Trung Quốc, và Hàn Quốc, mà chuyển sang tăng cường hiện diện quốc tế của Nhật qua việc liên kết với NATO, EU, và các tổ chức khác ngoài khu vực châu Á–Thái Bình Dương. Năm 2014, Abe và Thủ tướng Anh David Cameron nhất trí thành lập một "khuôn khổ 2 + 2" tham vấn thường niên giữa bộ quốc phòng và ngoại giao của hai nước, với Abe kêu gọi tăng cường hợp tác trong các vấn đề "từ hòa bình hàng hải đến an ninh của bầu trời, không gian và không gian mạng". Một thỏa thuận tương tự cũng đã được thành lập với Pháp trước đó.
Abe ký kết Hiệp định Đối tác Kinh tế Nhật–Úc với Chính phủ Abbott năm 2014 và phát biểu trước Nghị viện Úc vào tháng 7. Trong thông báo thỏa thuận, ông gửi lời chia buồn với những người Úc phải trải qua những mất mát và đu thương trong Thế chiến thứ hai – đặc biệt nói về chiến dịch Đường mòn Kokoda và cuộc hành quân chết chóc Sandakan. Ông cũng là Thủ tướng Nhật đầu tiên phát biểu trước Nghị viện Úc.
Tháng 1 năm 2014, Abe trở thành lãnh đạo Nhật Bản đầu tiên tham dự cuộc diễu hành Ngày Cộng hòa ở Delhi, Ấn Độ trong một chuyến viếng thăm kéo dài ba ngày. Ông và Thủ tướng Ấn Độ Manmohan Singh đồng ý tăng cường hợp tác kinh tế, quốc phòng, an ninh và ký kết các hiệp định thương mại, năng lượng, du lịch và viễn thông. Sau khi Narendra Modi trở thành Thủ tướng Ấn Độ tháng 5 năm 2014, ông thực hiện chuyến thăm ngoại giao đầu tiên đến Nhật Bản mùa thu năm đó, nơi ông và Abe thảo luận về hiệp định hợp tác hạt nhân, nguyên tố đất hiếm và diễn tập trên biển.
Quan hệ giữa Nhật và hai nước láng giềng, Trung Quốc và Hàn Quốc, vẫn không cải thiện sau khi Abe nhậm chức. Mặc dù ông khẳng định "cửa luôn mở ở bên tôi", không cuộc họp song phương nào giữa Abe và nguyên thủ Trung Quốc diễn ra trong vòng 23 tháng đầu của nhiệm kỳ của ông. Ông Abe cũng không tổ chức bất kỳ cuộc gặp mặt nào với Tổng thống Hàn Quốc Park Geun-hye trong nhiệm kỳ thứ hai này. Cả hai nước chỉ trích việc Abe thăm Đền Yasukuni tháng 12 năm 2013, với Bộ trưởng Ngoại giao của Trung Quốc mô tả hành động đưa Nhật vào một chiều hướng "hết sức nguy hiểm". Đồng thời, Trung Quốc cũng chỉ trích chính sách cải cách quốc phòng của Abe, cảnh báo rằng Nhật không nên từ bỏ chủ nghĩa hòa bình sau chiến tranh. Bài phát biểu của Abe trước WEF năm 2014 được coi là phê phán chính sách ngoại giao và quốc phòng của Trung Quốc, khi ông nói "thành quả phát triển ở châu Á không được lãng phí cho việc mở rộng quân sự", mặc dù không nói đích danh quốc gia nào.
Tháng 11 năm 2014, Abe gặp Chủ tịch Trung Quốc Tập Cận Bình tại cuộc họp APEC ở Bắc Kinh lần đầu tiên kể từ khi cả hai nhậm chức. Sau đó, ông Abe nói với phóng viên rằng trong cuộc họp, ông đã đề xuất thiết lập một đường dây nóng giữa Tokyo và Bắc Kinh nhằm giải quyết các xung đột hàng hải, và "bước đầu tiên" để cải thiện quan hệ đã được tiến hành.

### Chính sách quốc phòng và an ninh
Abe đã nỗ lực tập trung chính sách an ninh trong văn phòng Thủ tướng bằng việc thành lập Hội đồng An ninh Quốc gia Nhật Bản để hoạch địch chính sách tốt hơn, và đề ra Chiến lược An ninh Quốc gia đầu tiên trong lịch sử Nhật Bản. Dựa trên cơ quan Mỹ cùng tên, dự luật thành lập NSC được thông qua tháng 11 năm 2013 và bắt đầu hoạt động vào tháng sau, khi Abe chọn Yachi Shotaro làm Cố vấn An ninh Quốc gia đầu tiên của Nhật Bản.
Tháng 12 năm 2013, Abe thông báo một kế hoạch năm năm nhằm củng cố quân đội. Ông miêu tả nó là "chủ nghĩa hòa bình chủ động", với mục đích biến Nhật trở thành một nước "bình thường", có khả năng bảo vệ chính mình. Đây được coi là phản ứng trước việc gia tăng hoạt động quân sự của Trung Quốc và ảnh hưởng giảm dần của Mỹ trong khu vực.
Vào cùng tháng, Quốc hội thông qua Luật Bí mật Quốc gia, có hiệu lực từ tháng 12 năm 2014. Đạo luật mở rộng phạm vi thông tin được chính phủ coi là bí mật quốc gia, đồng thời tăng mức phạt đối với quan chức và nhà báo để lộ thông tin tới 10 năm tù giam và 10 triệu yên tiền phạt. Đạo luật gây nên nhiều tranh cãi, với hàng ngàn người biểu tình phản đối ở Tokyo và mức độ ủng hộ nội các hạ xuống 50 phần trăm lần đầu tiên trong một số khảo sát. Abe cho rằng đạo luật là cần thiết và chỉ áp dụng trong trường hợp an ninh quốc gia, ngoại giao, an toàn công cộng và chống khủng bố, nói rằng, "Nếu đạo luật ngăn không cho làm phim, hay làm suy yếu tự do báo chí, tôi sẽ từ chức". Tuy nhiên sau này ông cũng thừa nhận rằng chính phủ đáng lẽ nên giải thích chi tiết dự luật cẩn thận hơn cho người dân.
Tháng 7 năm 2014, nội các Abe quyết định diễn giải lại Hiến pháp Nhật Bản, cho quyền "Tự vệ tập thể". Điều này cho phép Lực lượng Phòng vệ Nhật Bản hỗ trợ, và bảo vệ, một đồng minh bị tấn công, còn trong quá khứ lực lượng chỉ được phép bảo vệ chính Nhật Bản. Quyết định được ủng hộ bởi Mỹ, vốn kêu gọi Nhật mở rộng phạm vi hoạt động dưới tư cách một đồng minh trong khu vực, dẫn đến sự điều chỉnh của hướng dẫn hợp tác Mỹ-Nhật năm 2015. Đáp lại, Bộ Ngoại giao Trung Quốc nói quyết định "gây quan ngại" về cam kết hòa bình của Nhật, khẳng định người dân Nhật không đồng tính với quyết định nêu trên. Abe khẳng định Nhật Bản sẽ không dính vào những "cuộc chiến ngoại quốc" như là chiến tranh Vùng Vịnh và chiến tranh Iraq, mà sẽ đạt lấy hòa bình bằng việc phòng ngừa.

### Cuộc cải tổ nội các năm 2014
Nội các thành lập ngày 26 tháng 12 năm 2012 là nội các tồn tại lâu dài và ổn định nhất trong lịch sử Nhật Bản thời hậu chiến, kéo dài 617 ngày mà không có sự thay đổi về nhân sự nào, cho đến khi Abe tiến hành cải tổ tháng 9 năm 2014, với mục đích đưa nhiều phụ nữ hơn vào các chức vụ. Nội các sau cải tổ có 5 bộ trưởng nữ, bằng với kỷ lục mà nội các Koizumi thứ nhất thiết lập trước đó. Hầu hết các nhân vật chủ chốt, như Phó Thủ tướng Asō Tarō và Chánh văn phòng Nội các Suga Yoshihide, vẫn giữ nguyên chức vụ của mình, nhưng Abe đã đưa Bộ trưởng Tư pháp Tanigaki Sadakazu ra khỏi nội các để làm Tổng thư ký của LDP. Tuy nhiên, vào ngày 20 tháng 10, hai trong số những phụ nữ được thăng chức trong cuộc cải tổ là Bộ trưởng Tư pháp Matsushima Midori và Bộ trưởng Thương mại Obuchi Yūko, đã bị buộc phải từ chức trong các vụ bê bối tài chính bầu cử riêng biệt. Abe trả lời báo chí, "Với tư cách là thủ tướng, tôi chịu hoàn toàn trách nhiệm về việc đã bổ nhiệm họ, và tôi xin lỗi sâu sắc người dân Nhật Bản".

### Tổng tuyển cử 2014
Vào tháng 11 năm 2014, trong khi Abe đang tham dự cuộc họp diễn đàn APEC ở Trung Quốc và Hội nghị thượng đỉnh G20 ở Úc, thì trên báo chí bắt đầu xuất hiện tin đồn rằng ông đang có kế hoạch kêu gọi một cuộc bầu cử nhanh trong trường hợp ông quyết định trì hoãn giai đoạn thứ hai của việc tăng thuế tiêu thụ. Người ta suy đoán rằng Abe định làm điều này nhằm "tái thiết" Quốc hội sau khi nó trở nên bế tắc do ảnh hưởng của việc hai bộ trưởng từ chức vào tháng 10, hoặc vì tình hình chính trị sẽ kém thuận lợi hơn cho việc tái tranh cử năm 2015 và 2016.
Vào ngày 17 tháng 11, số liệu GDP được công bố cho thấy Nhật Bản đã rơi vào suy thoái, khi hai quý tăng trưởng âm sau đợt tăng thuế tiêu dùng đầu tiên vào tháng 4. Ngày 21 tháng 11, Abe tổ chức một cuộc họp báo và thông báo rằng ông sẽ trì hoãn việc tăng thuế tiêu thụ 18 tháng, từ tháng 10 năm 2015 sang tháng 4 năm 2017, và kêu gọi một cuộc tổng tuyển cử nhanh chóng vào ngày 14 tháng 12. Abe mô tả cuộc bầu cử là "sự giải thể Abenomics" và hy vọng cử tri đưa ra nhận xét về các chính sách kinh tế của ông. Tỉ lệ ủng hộ Abe giảm nhẹ sau thông báo và ông tuyên bố rằng ông sẽ từ chức nếu liên minh của ông không giành được đa số, tuy nhiên các nhà phân tích cho rằng điều này rất khó xảy ra do tình trạng yếu kém của phe đối lập.
Trong các cuộc bầu cử, LDP giành được 291 ghế, thua 3, nhưng Komeito giành được 4 để thắng 35. Do đó, liên minh cầm quyền duy trì đa số hai phần ba trong một Hạ viện Nhật Bản là 475.

## Thủ tướng nhiệm kỳ thứ ba (2014–2017)
Ngày 24 tháng 12 năm 2014 Abe được Hạ viện bầu lại vào chức vụ Thủ tướng. Sự thay đổi duy nhất mà ông thực hiện khi giới thiệu nội các thứ ba của mình là thay thế bộ trưởng quốc phòng Eto Akinori, người cũng tham gia vào một cuộc tranh cãi tài trợ chính trị, với Nakatani Gen. Trong bài phát biểu về chính sách vào tháng Hai của mình, khi Nội các vượt qua vụ bê bối ở trường Moritomo Gakuen, Abe đã kêu gọi Chế độ ăn uống mới ban hành "những cải cách mạnh mẽ nhất kể từ khi kết thúc Thế chiến II" trong các lĩnh vực kinh tế, nông nghiệp, chăm sóc sức khỏe và các lĩnh vực khác.

### Chính sách đối ngoại

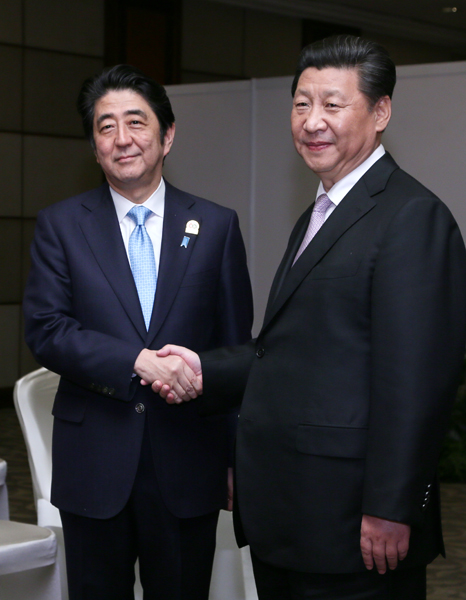
Abe và Chủ tịch nước Trung Quốc Tập Cận Bình tại Jakarta năm 2015

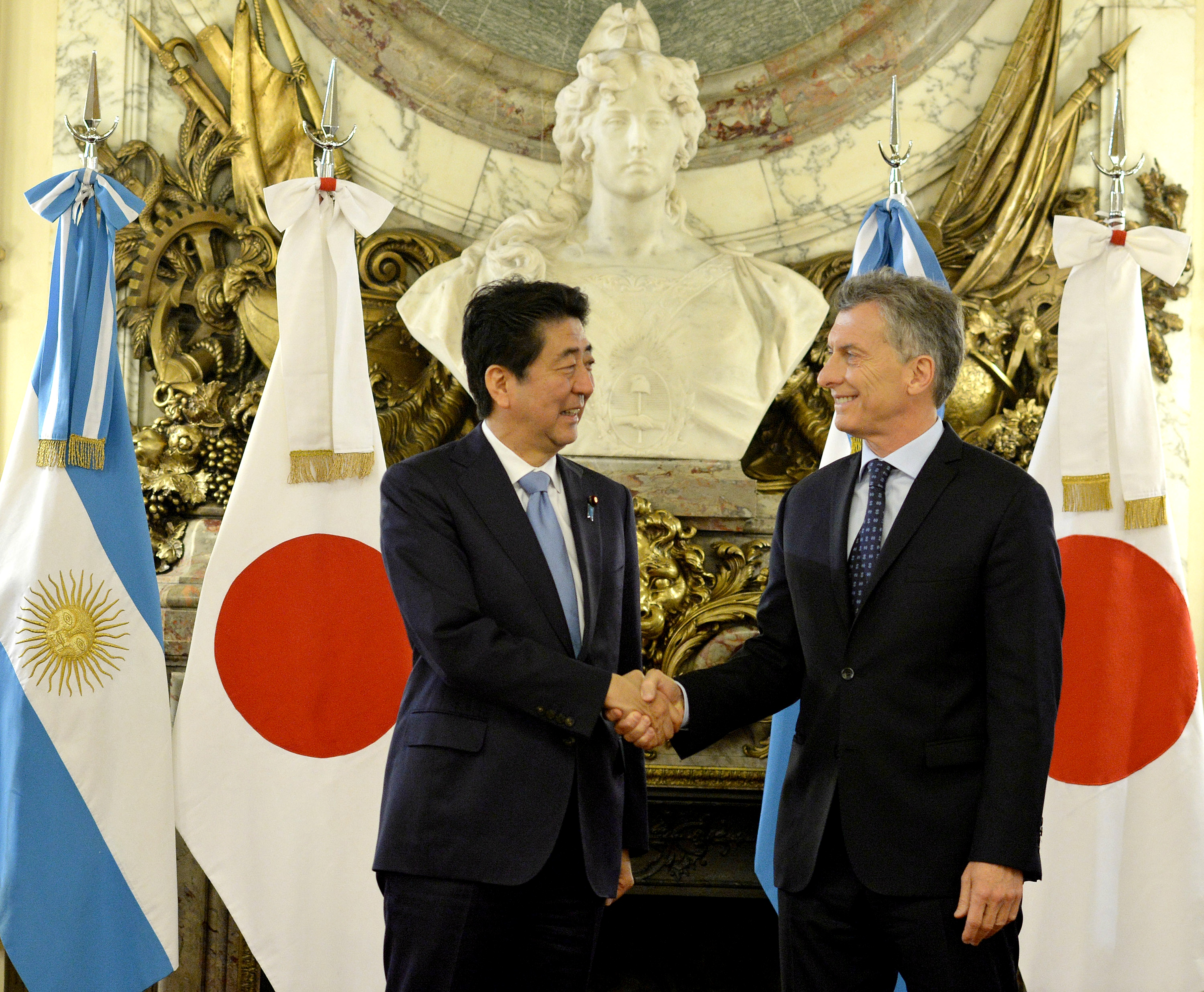
Abe và Tổng thống Argentina Mauricio Macri ngày 21 tháng 11 năm 2016

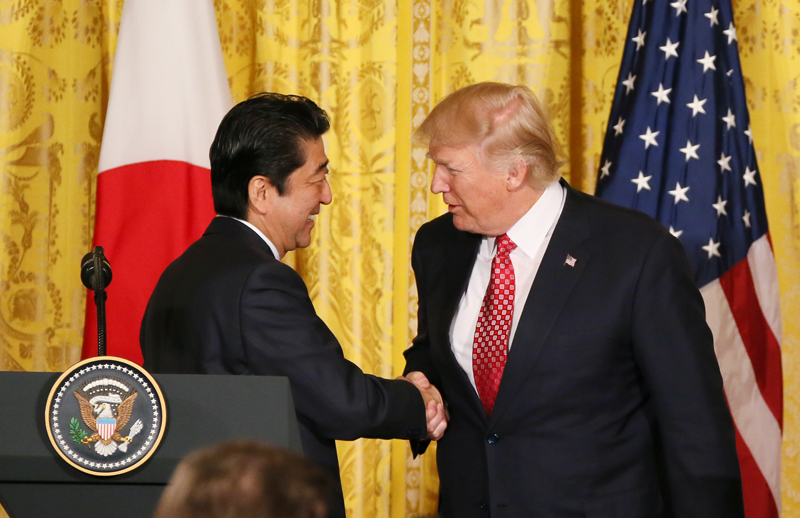
Abe và Tổng thống Hoa Kỳ Donald Trump vào tháng 2 năm 2017

Trong chuyến công du Trung Đông vào tháng 1/2015, Abe tuyên bố rằng Nhật Bản sẽ cung cấp 200 triệu đô la hỗ trợ phi quân sự cho các quốc gia chống lại Nhà nước Hồi giáo Iraq và Levant như một phần của gói viện trợ 2,5 tỷ đô la. Ngay sau đó, ISIL đã phát hành một đoạn video trong đó một nhân vật đeo mặt nạ (được xác định là Mohammed Emwazi hoặc " Jihadi John ") đe dọa giết hai con tin Nhật Bản, Goto Kenji và Yukawa Haruna, để trả đũa hành động này trừ khi chính phủ của Abe trả 200 hàng triệu đô la tiền chuộc. Abe đã cắt ngắn chuyến đi để đối phó với cuộc khủng hoảng, tuyên bố rằng những hành động khủng bố như vậy là "không thể tha thứ" và hứa sẽ cứu các con tin trong khi từ chối trả tiền chuộc. Nội các Abe đã làm việc với chính phủ Jordan để cố gắng đảm bảo việc thả cả hai con tin, sau khi ISIL công bố thêm các video liên quan số phận của họ với số phận của phi công Muath Al-Kasasbeh, với Thứ trưởng Ngoại giao Nakayama Yasuhide đang tiến hành các cuộc đàm phán ở Amman. Cả hai con tin đều bị giết, ISIL công bố tin tức về cái chết của Yukawa vào ngày 24 tháng 1 và của Goto vào ngày 31 tháng 1. Thủ tướng Abe lên án các vụ giết người là một "hành động tàn ác", tuyên bố Nhật Bản sẽ "không nhượng bộ chủ nghĩa khủng bố" và cam kết làm việc với cộng đồng quốc tế để đưa những kẻ giết người ra trước công lý. Có một số lời chỉ trích đối với Abe vì động thái của ông cam kết viện trợ chống lại ISIL khi họ đang bắt công dân Nhật Bản làm con tin, nhưng các cuộc thăm dò cho thấy sự ủng hộ đối với chính quyền của ông ngày càng tăng sau cuộc khủng hoảng. Sau đó, ông sử dụng ví dụ về cuộc khủng hoảng con tin để lập luận cho trường hợp của luật tự vệ tập thể mà chính phủ của ông đã đưa ra vào mùa hè năm 2015. 
Giống như những người tiền nhiệm Murayama Tomiichi và Koizumi Junichiro, Abe đã đưa ra một tuyên bố kỷ niệm 70 năm kết thúc Thế chiến II vào ngày 14 tháng 8 năm 2015. Tuyên bố này đã được nhiều người dự đoán, với một số nhà bình luận mong đợi Abe sẽ sửa đổi hoặc thậm chí từ chối lặp lại lời xin lỗi của các nhà lãnh đạo tiền nhiệm về vai trò của Nhật Bản trong chiến tranh. Trong tuyên bố, Thủ tướng Abe cam kết giữ nguyên những lời xin lỗi trước đó và bày tỏ "sự đau buồn sâu sắc và lời chia buồn chân thành, vĩnh viễn" đối với "những thiệt hại và đau khổ khôn lường" mà Nhật Bản đã gây ra cho "những người dân vô tội" trong cuộc xung đột. Ông cũng lập luận rằng Nhật Bản không nên "có duyên để xin lỗi" mãi mãi, lưu ý rằng hơn 80% người Nhật còn sống ngày nay được sinh ra sau cuộc xung đột và không đóng vai trò gì trong đó. Chính phủ của cả Trung Quốc và Hàn Quốc đều phản ứng bằng những lời chỉ trích về tuyên bố này, nhưng các nhà phân tích lưu ý rằng tuyên bố này đã bị tắt tiếng và hạn chế trong giọng điệu, so với những lời lẽ gay gắt đã được sử dụng trước đây. Một đại diện của Hội đồng An ninh Quốc gia Hoa Kỳ đã hoan nghênh tuyên bố này và coi Nhật Bản là "hình mẫu cho các quốc gia ở khắp mọi nơi" trong hồ sơ về "hòa bình, dân chủ và pháp quyền" kể từ khi chiến tranh kết thúc. Giáo sư Gerald Curtis của Đại học Columbia lập luận rằng tuyên bố "có lẽ không thỏa mãn đối tượng cử tri" ở Nhật Bản cũng như ở nước ngoài, nhưng bằng cách lặp lại các từ "xâm lược", "chủ nghĩa thực dân", "xin lỗi" và "hối hận" được sử dụng trong Murayama Tuyên bố năm 1995, có khả năng đủ để cải thiện quan hệ với Trung Quốc và Hàn Quốc.
Vào tháng 12 năm 2015, Abe và Thủ tướng Ấn Độ Narendra Modi đã ký các thỏa thuận trong đó Ấn Độ đồng ý mua công nghệ Shinkansen từ Nhật Bản (được tài trợ một phần bởi khoản vay từ chính phủ Nhật Bản), và để Nhật Bản được nâng lên thành đối tác đầy đủ trong hải quân Malabar bài tập. Cũng nhất trí tại cuộc đàm phán là đề xuất Nhật Bản bán công nghệ hạt nhân phi quân sự cho Ấn Độ, sẽ được ký chính thức sau khi các chi tiết kỹ thuật được hoàn thiện. Chứng minh mối quan hệ thân thiết của họ, Abe mô tả các chính sách của Modi là "giống như Shinkansen—Tốc độ cao, an toàn và đáng tin cậy khi chở nhiều người đi cùng ". Đổi lại, Modi khen Abe là" nhà lãnh đạo hiện tượng ", lưu ý rằng quan hệ Ấn Độ-Nhật Bản đã có một" sự tiếp xúc tuyệt vời của con người "và mời ông tham dự buổi lễ Ganga aarti tại Dashashwamedh Ghat tại khu vực bầu cử Varanasi của mình. Các nhà phân tích mô tả thỏa thuận hạt nhân là một phần trong nỗ lực của Nhật Bản và Ấn Độ nhằm đáp trả sức mạnh ngày càng tăng của Trung Quốc ở khu vực châu Á-Thái Bình Dương. 
Tại Seoul vào tháng 11 năm 2015, Abe đã tham dự hội nghị thượng đỉnh ba bên Trung Quốc - Nhật Bản- Hàn Quốc đầu tiên được tổ chức trong ba năm với Tổng thống Hàn Quốc Park Geun-hye và Thủ tướng Trung Quốc Lý Khắc Cường. Các hội nghị thượng đỉnh đã bị đình chỉ vào năm 2012 do căng thẳng về các vấn đề lịch sử và lãnh thổ. Các nhà lãnh đạo nhất trí khôi phục các hội nghị thượng đỉnh như sự kiện thường niên, đàm phán một hiệp định thương mại tự do ba bên và làm việc để kiểm tra chương trình vũ khí hạt nhân của Cộng hòa Dân chủ Nhân dân Triều Tiên, đồng thời tuyên bố rằng hợp tác ba bên đã được "khôi phục hoàn toàn".
Ngay sau khi Donald Trump đắc cử Tổng thống Mỹ, Abe đã cắt ngắn sự hiện diện của mình tại hội nghị thượng đỉnh Hợp tác Kinh tế Châu Á-Thái Bình Dương ở Lima, để có một cuộc gặp không chính thức, ngẫu hứng với Tổng thống đắc cử lúc đó, tại Tháp Trump. Sau lễ nhậm chức của Trump, họ đã có một cuộc họp chính thức tại Mar-a-Lago, thảo luận về an ninh, trước mối đe dọa từ Triều Tiên, với Abe tuyên bố rằng Nhật Bản sẽ cam kết hơn với quan hệ Nhật Bản - Hoa Kỳ. Họ cũng chơi golf cùng với tay golf chuyên nghiệp Nam Phi Ernie Els.

### Vấn đề quốc phòng và an ninh

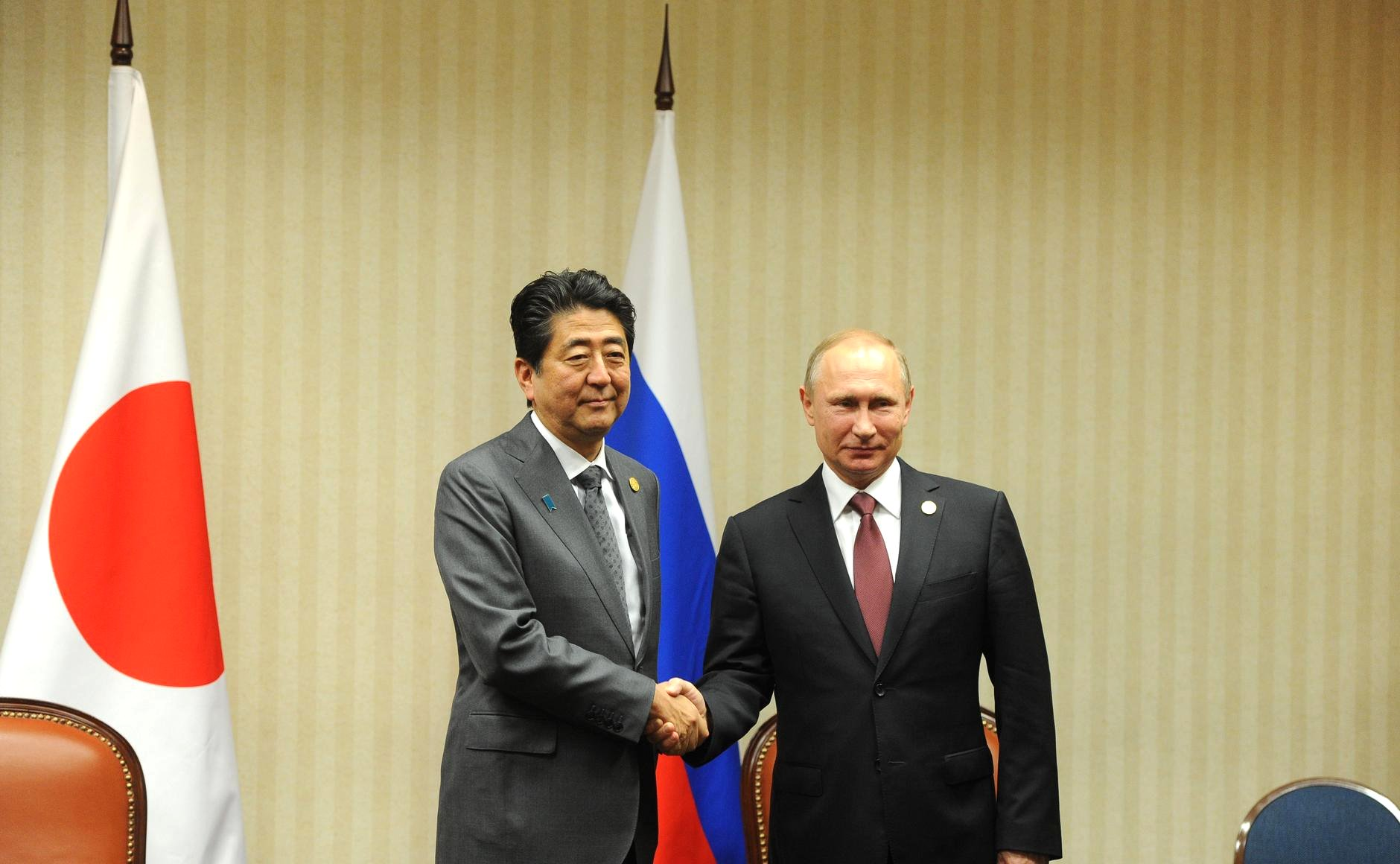
Abe và Tổng thống Nga Vladimir Putin vào năm 2016. Nhật Bản đến nay vẫn chưa ký hiệp ước hòa bình với Nga để chấm dứt Thế chiến II vì tranh chấp quần đảo Kuril

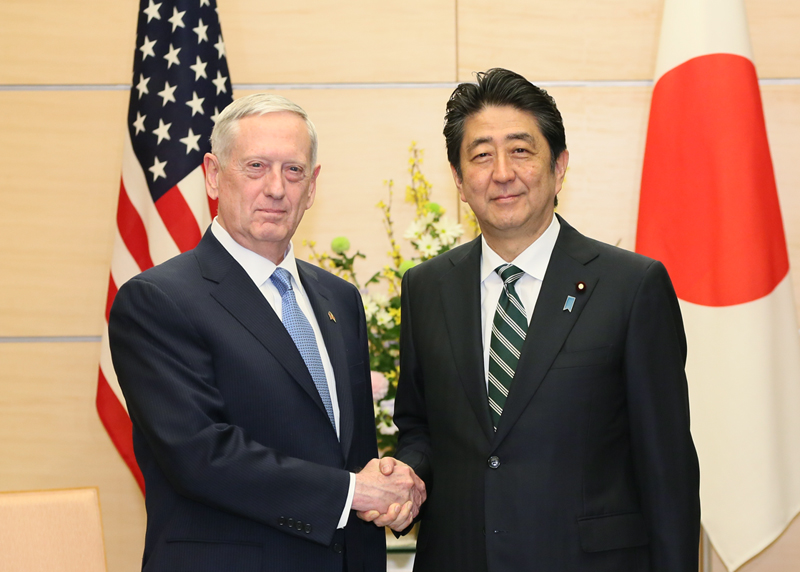
Abe với Bộ trưởng Quốc phòng Hoa Kỳ James Mattis vào tháng 2 năm 2017

Trong bài phát biểu hồi tháng 4 trước Quốc hội, Abe tuyên bố rằng chính phủ của ông sẽ "ban hành tất cả các dự luật cần thiết vào mùa hè tới" để mở rộng năng lực hoạt động của Lực lượng Phòng vệ và có hiệu lực với quyết định giải thích lại hiến pháp vào tháng 7 năm 2014 của nội các. ủng hộ quyền tự vệ tập thể.Do đó, nội các Abe đã đưa ra 11 dự luật tạo thành "Đạo luật Bảo tồn Hòa bình và An ninh"vào tháng 5 năm 2015, Nghị định thư đã thúc đẩy sự mở rộng hạn chế của các quyền lực quân sự để chiến đấu trong một cuộc xung đột nước ngoài. Mục đích chính của các dự luật là cho phép Lực lượng Phòng vệ Nhật Bản hỗ trợ các quốc gia đồng minh đang bị tấn công (ngay cả khi Nhật Bản không bị tấn công), mở rộng phạm vi của họ để hỗ trợ các hoạt động gìn giữ hòa bình quốc tế và cho phép Nhật Bản thực hiện chia sẻ nhiều hơn các trách nhiệm an ninh với tư cách là một phần của Liên minh Hoa Kỳ-Nhật Bản.
Để có đủ thời gian thông qua các dự luật đối mặt với sự giám sát kéo dài của phe đối lập, nội các Abe đã kéo dài phiên họp của Hạ viện thêm 95 ngày từ tháng 6 đến tháng 9, đây là phiên họp dài nhất trong thời hậu chiến. Các dự luật được thông qua Hạ viện vào ngày 16 tháng 7 với sự ủng hộ của liên minh LDP-Komeito chiếm đa số. Các thành viên Hạ viện từ các đảng Dân chủ, Đổi mới, Cộng sản và Xã hội đối lập đã bước ra khỏi cuộc bỏ phiếu để phản đối những gì họ cho là động thái của chính phủ nhằm buộc các dự luật được thông qua mà không có đủ cuộc tranh luận và phớt lờ "các đảng đối lập có trách nhiệm". Abe phản bác bằng cách lập luận rằng các dự luật đã được tranh luận trong "khoảng 113 giờ" trước cuộc bỏ phiếu. Trong khi thực tế phổ biến ở nhiều nền dân chủ nghị viện khác, một chính phủ sử dụng đa số của mình để "đường sắt" các dự luật gây tranh cãi thông qua Hạ viện khi đối mặt với sự phản đối chính trị và công chúng là chủ đề bị chỉ trích ở Nhật Bản.
Kết quả của những động thái này, Abe đã phải đối mặt với phản ứng dữ dội của công chúng và các cuộc thăm dò dư luận cho thấy xếp hạng phê duyệt của ông lần đầu tiên rơi vào con số tiêu cực kể từ khi ông trở lại nắm quyền vào năm 2012, với 50% không đồng ý và 38% tán thành nội các theo một cuộc khảo sát của Nikkei vào đầu tháng 8. Nhiều người phản đối đạo luật bên ngoài tòa nhà Quốc hội, tố cáo những gì được những người chống đối gọi là "dự luật chiến tranh". Những người tổ chức các cuộc biểu tình ước tính có tới 100.000 người biểu tình đã tuần hành phản đối việc thông qua các dự luật của Hạ viện vào tháng Bảy. Trong các phiên điều trần của ủy ban Chế độ ăn uống về các dự luật, các học giả hiến pháp (một số người đã được các đảng cầm quyền mời) và một cựu thẩm phán của tòa án tối cao đã tranh luận rằng luật này là vi hiến. Abe đã bị người sống sót sau vụ nổ bom nguyên tử Sumiteru Taniguchi chỉ trích công khaitrong bài phát biểu của mình tại lễ tưởng niệm Nagasaki vào ngày 9 tháng 8, khi ông tuyên bố rằng cải cách quốc phòng sẽ đưa Nhật Bản "trở lại thời kỳ chiến tranh". Các thành viên trong nội các Abe nói rằng họ sẽ nỗ lực hơn nữa để giải thích nội dung và lý do của luật an ninh cho công chúng, với việc LDP phát hành một đoạn phim hoạt hình quảng cáo và Abe xuất hiện trực tiếp trên truyền hình và trò chuyện internet các luồng để đưa ra trường hợp pháp lý và nhận câu hỏi từ các thành viên của công chúng.
Các dự luật an ninh cuối cùng đã được Nghị viện Hạ viện thông qua từ 148 phiếu đến 90 và trở thành luật vào ngày 19 tháng 9, sau những nỗ lực của phe đối lập nhằm trì hoãn các chiến thuật và sự thay đổi thể chất, trong đó một số thành viên Đảng Cộng hòa đã cố gắng ngăn chủ tịch liên quan kêu gọi bỏ phiếu để dời dự luật của ủy ban và một cuộc bỏ phiếu chung. Sau cuộc bỏ phiếu, Abe đã đưa ra một tuyên bố nói rằng các luật mới "sẽ củng cố cam kết của chúng tôi là không bao giờ gây chiến nữa", và luật thay vì là "dự luật chiến tranh", thay vào đó là "nhằm mục đích răn đe chiến tranh và đóng góp cho hòa bình và an ninh ". Ông cũng cam kết sẽ tiếp tục giải thích luật để cố gắng đạt được "sự hiểu biết nhiều hơn" từ công chúng về vấn đề này. Sau khi các dự luật được thông qua, Abe được cho là sẽ một lần nữa trở lại tập trung vào các vấn đề kinh tế.
Vào ngày 18 tháng 10 năm 2015 Abe đã chủ trì cuộc duyệt xét hạm đội ba năm một lần của Lực lượng Phòng vệ Hàng hải Nhật Bản với vai trò là Tổng Tư lệnh Lực lượng Phòng vệ. Trong bài phát biểu trước các nhân viên trên tàu khu trục Kurama, ông tuyên bố rằng "bằng cách giương cao ngọn cờ 'chủ nghĩa hòa bình chủ động', tôi quyết tâm đóng góp hơn bao giờ hết cho hòa bình và thịnh vượng thế giới". Cuối ngày hôm đó, ông lên tàu USS Ronald Reagan, trở thành thủ tướng Nhật Bản đầu tiên đặt chân lên tàu chiến Mỹ.
Vào tháng 12 năm 2015, chính phủ Abe tuyên bố thành lập một đơn vị tình báo mới, Đơn vị Thu thập Tình báo Chống Khủng bố Quốc tế, để hỗ trợ các hoạt động chống khủng bố, đặt trụ sở tại Bộ Ngoại giao nhưng do Văn phòng Thủ tướng lãnh đạo. Đây được cho là một phần trong nỗ lực tăng cường các biện pháp an ninh để chuẩn bị cho Hội nghị thượng đỉnh G7 năm 2016 ở Shima, Mie và Thế vận hội 2020 ở Tokyo. Trong cùng tháng, nội các đã thông qua ngân sách quốc phòng lớn nhất từ trước đến nay của Nhật Bản, ở mức 5,1 nghìn tỷ yên, cho năm tài chính bắt đầu từ tháng 4 năm 2016. Gói này bao gồm tài trợ dự định mua ba máy bay không người lái "Global Hawk", sáu chiếc F- 35 máy bay chiến đấuvà một máy bay tiếp nhiên liệu trên không Boeing KC-46A.

### Tái đắc cử chủ tịch LDP và "Abenomics 2.0"
Vào tháng 9 năm 2015 Abe đã được bầu lại làm chủ tịch của LDP trong một cuộc bầu cử không được kiểm tra sau khi thành viên Đảng LDP khác là  Noda Seiko không thu hút được đủ sự ủng hộ để ứng cử. Sau đó, Abe tiến hành một cuộc cải tổ nội các, một lần nữa giữ các bộ trưởng chủ chốt là Bộ trưởng Tài chính, Bộ trưởng Kinh tế, Thương mại và Công nghiệp, Bộ trưởng Ngoại giao và Chánh Văn phòng Nội các tại vị. Ông cũng đã tạo ra một vị trí bộ trưởng mới để điều phối các chính sách liên quan đến nền kinh tế, giảm dân số và cải cách an sinh xã hội, được đảm nhiệm bởi Katō Katsunobu.
Tại cuộc họp báo sau khi chính thức tái đắc cử chức Chủ tịch LDP, Abe tuyên bố rằng giai đoạn tiếp theo trong chính quyền của ông sẽ tập trung vào cái mà ông gọi là "Abenomics 2.0", mục đích là giải quyết các vấn đề về mức sinh thấp và dân số già và tạo ra một xã hội "trong đó mỗi người trong số 100 triệu công dân của Nhật Bản có thể đảm nhận những vai trò tích cực". Chính sách mới này bao gồm các mục tiêu mà Abe gọi là "ba mũi tên mới"; tăng GDP của Nhật Bản lên 600 nghìn tỷ yên vào năm 2021, nâng tỷ lệ sinh sản quốc gia từ mức trung bình 1,4 lên 1,8 trẻ em trên một phụ nữ và ổn định dân số ở mức 100 triệu, và tạo ra một tình huống mà mọi người sẽ không phải nghỉ việc để chăm sóc người cao tuổi vào giữa năm 2020. Abe giải thích rằng chính phủ sẽ thực hiện các biện pháp tăng lương, thúc đẩy tiêu dùng và mở rộng dịch vụ chăm sóc trẻ em, an sinh xã hội và chăm sóc người cao tuổi để đáp ứng các mục tiêu này.
Sự lặp lại mới này của Abenomics đã vấp phải một số chỉ trích từ các nhà bình luận, những người cho rằng vẫn chưa rõ liệu ba mũi tên đầu tiên có thành công trong việc đưa Nhật Bản thoát khỏi tình trạng giảm phát hay không (lạm phát thấp hơn mục tiêu 2% một cách nào đó), rằng các mũi tên mới chỉ đơn thuần được trình bày dưới dạng các mục tiêu mà không có các chính sách cần thiết để đáp ứng chúng, và bản thân các mục tiêu đó là không thực tế. Tuy nhiên, các cuộc thăm dò dư luận trong những tháng cuối năm 2015 cho thấy xếp hạng phê duyệt của nội các Abe một lần nữa leo lên thành những con số tích cực sau khi thay đổi nhấn mạnh trở lại các vấn đề kinh tế.
Khi kết thúc cuộc đàm phán về Hiệp định Đối tác xuyên Thái Bình Dương vào đầu tháng 10 năm 2015, Abe ca ngợi thỏa thuận này đã tạo ra một "khu kinh tế chưa từng có" và mở ra khả năng cho một thỏa thuận thương mại tự do châu Á-Thái Bình Dương và thương mại Nhật Bản với châu Âu. Ông cũng hứa sẽ giảm thiểu mọi tác động tiêu cực đến ngành nông nghiệp Nhật Bản. Số liệu GDP được công bố vào tháng 11 năm 2015 ban đầu cho thấy Nhật Bản đã bước vào cuộc suy thoái thứ hai kể từ khi thực hiện Abenomics, tuy nhiên, những số liệu này sau đó đã được điều chỉnh lại để cho thấy nền kinh tế đã tăng trưởng 1% trong quý thứ ba, do đó tránh được suy thoái. 
Vào tháng 12 năm 2015, hai bên thành lập liên minh cầm quyền của Abe đã đồng ý đưa ra mức giảm thuế tiêu thụ đối với thực phẩm khi mức tăng thuế dự kiến từ 8 lên 10 phần trăm diễn ra vào tháng 4 năm 2017. Thỏa thuận này đạt được sau khi Abe được cho là từ chức. cực kỳ ủng hộ quan điểm của đối tác liên minh cấp dưới của ông, Komeito, rằng thuế suất nên được giảm, điều này đã dẫn đến một số bất đồng từ các thành viên trong đảng của ông, những người ủng hộ chính sách củng cố tài khóa hơn thông qua thuế. Abe cách chức chủ tịch hội đồng thuế của LDP Noda Takeshi (người phản đối việc cắt giảm) và bổ nhiệm Miyazawa Yoichi, người có lợi hơn với chính sách, làm người thay thế. Abe tuyên bố thỏa thuận thuế là "kết quả tốt nhất có thể" của các cuộc đàm phán.

### Sửa đổi hiến pháp
Tại cuộc bầu cử vào Hạ viện năm 2016, cuộc bầu cử đầu tiên cho phép công dân Nhật Bản từ 18 tuổi trở lên bỏ phiếu, Abe đã dẫn đầu liên minh LDP-Komeito giành chiến thắng, với liên minh là lớn nhất trong Hạ viện kể từ khi nó được thiết lập ở 242 ghế. Kết quả của cuộc bầu cử đã mở ra cuộc tranh luận về cải cách hiến pháp, đặc biệt là trong việc sửa đổi Điều 9 của hiến pháp theo chủ nghĩa hòa bình của Nhật Bản, với các đảng theo chủ nghĩa xét lại giành được đa số 2/3 là cần thiết để cải cách, cùng với đa số 2/3 trong Hạ viện, điều này sẽ cuối cùng dẫn đến một cuộc trưng cầu dân ý trên toàn quốc. Abe vẫn tương đối im lặng về vấn đề này trong thời gian còn lại của năm, nhưng vào tháng 5 năm 2017, đã thông báo rằng cải cách hiến pháp sẽ có hiệu lực vào năm 2020.

## Thủ tướng Nhiệm kỳ thứ tư và cuối cùng (2017–2020)

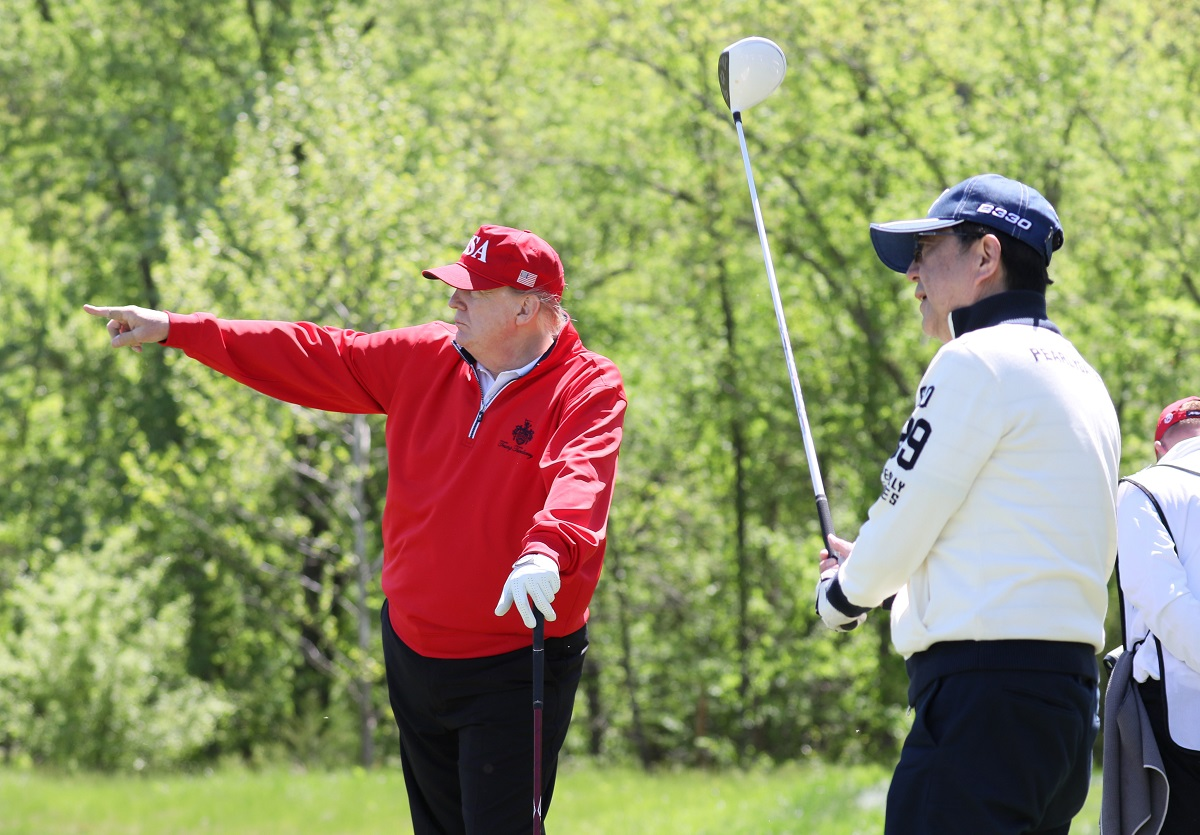
Abe đã phát triển quan hệ chặt chẽ với Tổng thống Hoa Kỳ Donald Trump

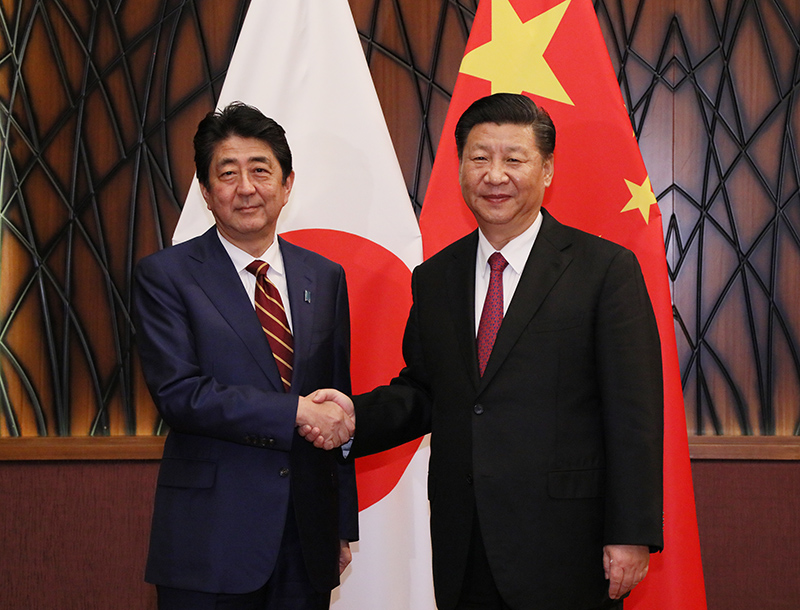
Abe và Chủ tịch nước Trung Quốc Tập Cận Bình vào tháng 11 năm 2017

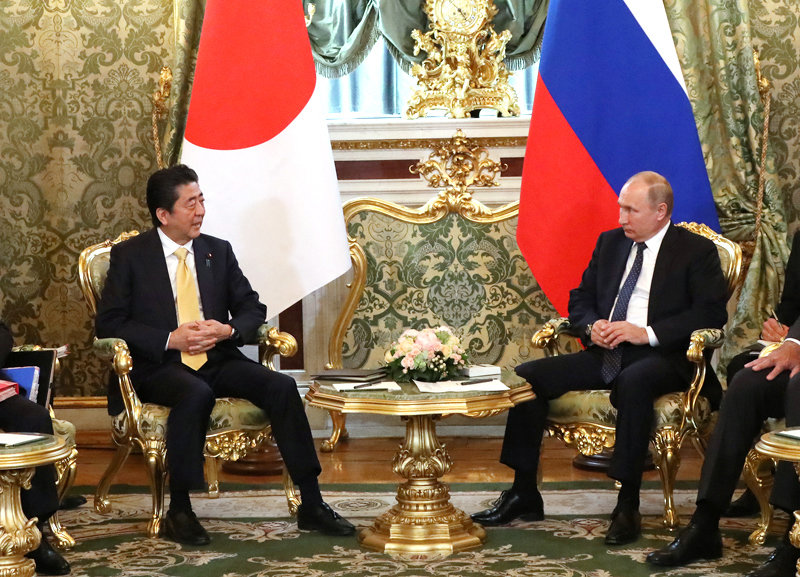
Abe với Tổng thống Nga Vladimir Putin tại Diễn đàn Kinh tế Quốc tế St.Petersburg ngày 26 tháng 5 năm 2018

Cuộc tổng tuyển cử năm 2017 được tổ chức vào ngày 22 tháng 10. Thủ tướng Abe đã gọi cuộc bầu cử nhanh chóng vào ngày 25 tháng 9, trong khi cuộc khủng hoảng Bắc Triều Tiên đang nổi bật trên các phương tiện truyền thông. Các đối thủ chính trị của Abe nói rằng cuộc bầu cử chớp nhoáng được thiết kế để trốn tránh việc thẩm vấn tại quốc hội về các vụ bê bối bị cáo buộc. Abe dự kiến sẽ giữ lại đa số ghế trong Hạ viện. Liên minh cầm quyền của Abe chiếm gần như đa số phiếu và hai phần ba số ghế. Cuộc vận động và bỏ phiếu vào phút chót đã diễn ra khi cơn bão Lan, cơn bão lớn nhất năm 2017, đang tàn phá Nhật Bản.
Vào ngày 20 tháng 9 năm 2018, Abe đã được bầu lại làm lãnh đạo của Đảng Dân chủ Tự do cầm quyền chính. Vào ngày 19 tháng 11 năm 2019, Abe trở thành thủ tướng tại vị lâu nhất của Nhật Bản, vượt qua kỷ lục 2.883 ngày của Katsura Tarō. Vào ngày 24 tháng 8 năm 2020, Abe trở thành thủ tướng tại vị lâu nhất tính theo số ngày liên tiếp tại vị, vượt qua kỷ lục 2.798 ngày của Satō Eisaku.

### Bê bối thiên vị
Vào tháng 3 năm 2018, có thông tin cho rằng Bộ Tài chính (với Bộ trưởng Tài chính Asō Tarō đứng đầu) đã làm giả các tài liệu trình lên quốc hội liên quan đến vụ bê bối Moritomo Gakuen, để loại bỏ 14 đoạn liên quan đến Abe. Có ý kiến cho rằng vụ bê bối có thể khiến Abe mất ghế lãnh đạo đảng Dân chủ Tự do. Cùng năm đó, có nhiều cáo buộc rằng Abe đã ưu đãi cho người bạn của mình là Kotarō Kake để mở một khoa thú y tại trường của ông, Kake Gakuen. Abe phủ nhận cáo buộc, nhưng sự ủng hộ đối với chính quyền của ông đã giảm xuống dưới 30% trong các cuộc thăm dò, mức thấp nhất kể từ khi lên nắm quyền vào năm 2012. Những người kêu gọi ông từ chức bao gồm cựu thủ tướng Koizumi Junichirō. Vụ bê bối được gọi là "Abegate".
Những vụ bê bối, mặc dù không làm tổn hại vĩnh viễn vị thế chính trị của ông, nhưng lại ảnh hưởng rất ít đến hình ảnh của ông. Vào tháng 7 năm 2018, vị trí công chúng của Abe càng bị ảnh hưởng sau khi ông tổ chức một bữa tiệc uống rượu với các nhà lập pháp LDP trong đỉnh điểm của trận lũ lụt thảm khốc ở miền tây Nhật Bản. Trong một cuộc thăm dò do Reuters thực hiện vào năm 2019, phần lớn các công ty Nhật Bản muốn Thủ tướng Shinzo Abe kết thúc nhiệm kỳ của mình đến tháng 9 năm 2021 nhưng ít hơn 1/5 nói rằng ông nên vượt qua thời điểm đó dựa trên những cáo buộc rằng ông đã vi phạm luật tranh cử. hỗ trợ công cộng.

### Chính sách đối ngoại

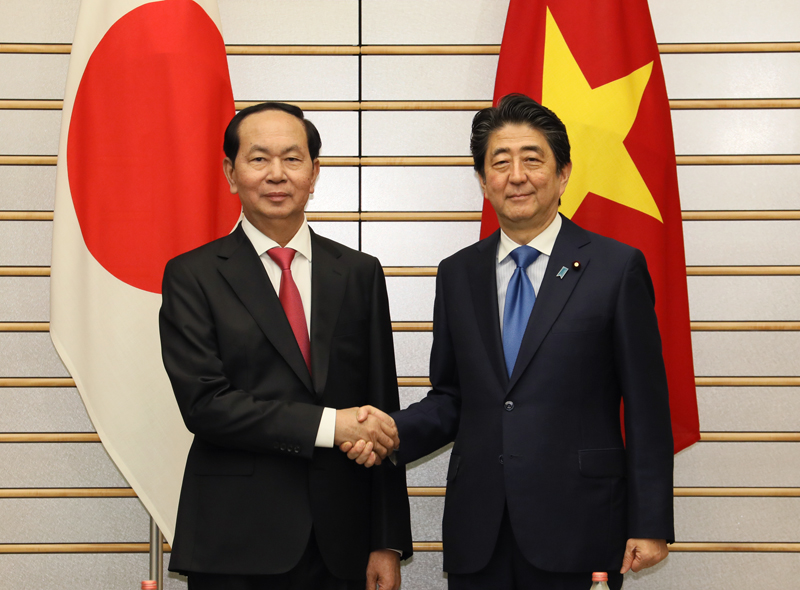
Abe và Chủ tịch nước Việt Nam Trần Đại Quang, ngày 31 tháng 5 năm 2018

Abe ủng hộ Hội nghị thượng đỉnh Bắc Triều Tiên – Hoa Kỳ 2018. Ngay sau khi cuộc gặp thượng đỉnh được công bố, Abe nói với các phóng viên rằng ông đánh giá cao "sự thay đổi của Bắc Triều Tiên" và cho rằng sự thay đổi ngoại giao trong giai đoạn của chiến dịch trừng phạt phối hợp của Hoa Kỳ, Nhật Bản và Hàn Quốc. Tuy nhiên, Thủ tướng Abe đã cảnh báo Tổng thống Trump không nên thỏa hiệp với chương trình tên lửa của Bắc Triều Tiên, vốn sẽ khiến Nhật Bản phải hứng chịu các tên lửa tầm ngắn không tới đất liền Hoa Kỳ hoặc giảm áp lực lên Bắc Triều Tiên quá sớm trước khi phi hạt nhân hóa hoàn toàn. Abe cũng bày tỏ mong muốn tổ chức một cuộc họp song phương với Bắc Triều Tiên về vấn đề bắt cóc công dân Nhật Bản, thúc giục Tổng thống Trump nêu vấn đề tại hội nghị thượng đỉnh. 
Năm 2018, Abe đã có chuyến thăm chính thức 2 ngày tới Trung Quốc, với hy vọng cải thiện quan hệ đối ngoại, nơi ông đã có một số cuộc gặp với Chủ tịch nước Trung Quốc Tập Cận Bình. Vào thời điểm này, Abe hứa rằng vào năm 2019, ông sẽ giảm bớt các hạn chế về điều kiện công dân Trung Quốc được cấp thị thực Nhật Bản, đặc biệt là đối với thanh thiếu niên. Abe cũng tuyên bố rằng ông hy vọng Tập Cận Bình sẽ thăm Nhật Bản để vun đắp mối quan hệ tốt đẹp hơn giữa hai nước.

### Từ chức lần 2

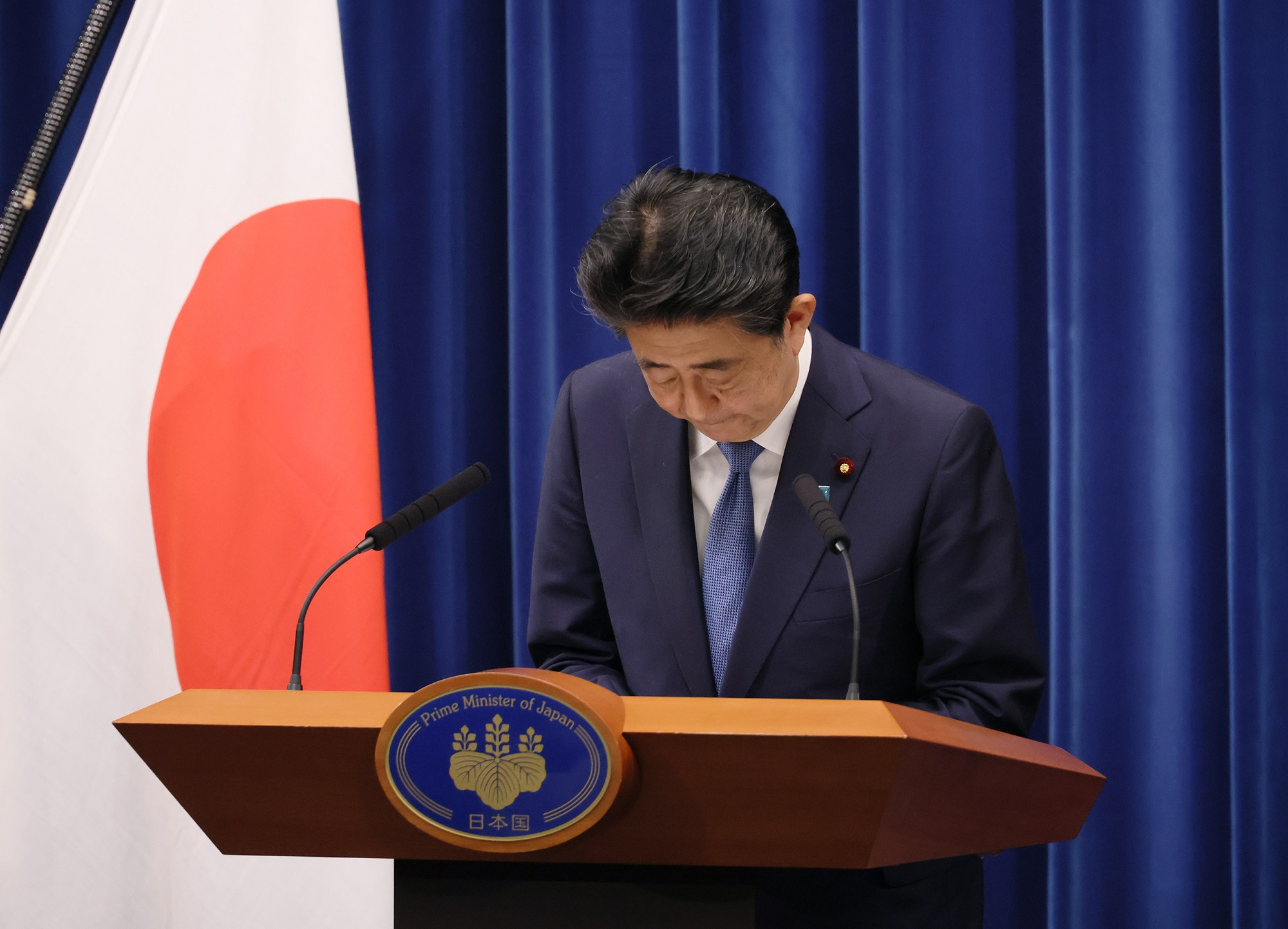
Abe cúi đầu sau khi tuyên bố từ chức trong cuộc họp báo ở Tokyo vào ngày 28 tháng 8 năm 2020

Ông chính thức tuyên bố từ chức tại cuộc họp báo thường kỳ tại Tổng lý Đại thần Quan để, Tokyo lúc 17h chiều 28 tháng 8 năm 2020 (giờ địa phương). Nhà lãnh đạo 65 tuổi đã giải thích lý do từ chức là vì mắc chứng viêm loét đại tràng kinh niên cộng với việc ông thừa nhận bản thân không đủ sức để lãnh đạo đất nước trong tình hình khó khăn do dịch COVID-19 và già hóa dân số. Abe vẫn tại vị cho đến khi Đảng LDP chọn người kế nhiệm. Trong cuộc họp báo tuyên bố từ chức, Abe từ chối xác nhận bất kỳ người kế nhiệm cụ thể nào. Ngoài ra, ông cũng bày tỏ sự tiếc nuối khi không thể hoàn thành đầy đủ các mục tiêu chính sách của mình do ông từ chức sớm. Suga Yoshihide được bầu làm Chủ tịch Đảng Dân chủ Tự do (LDP), kế nhiệm Chủ tịch Abe vào ngày 14 tháng 9 năm 2020. Vì Đảng Dân chủ Tự do chiếm đa số ghế ở Quốc hội, nên ông Suga hiển nhiên trở thành Thủ tướng thứ 63 của Nhật Bản. Hai ngày sau, Quốc hội Nhật Bản sau đó đã phê chuẩn ông Suga làm thủ tướng, và nhậm chức vào ngày 16 tháng 9, sau khi ông Abe và toàn bộ nội các chính thức từ chức vào cùng ngày.

## Bị ám sát và qua đời

### Vụ ám sát
Vào khoảng 11 giờ 25 phút (giờ Nhật Bản) ngày 8 tháng 7 năm 2022, tại trước cửa bắc của ga Yamato-Saidaiji, thành phố Nara, khi vừa đứng ra phát biểu trong một buổi vận động bầu cử cho một ứng cử viên của đảng Dân chủ Tự do, cựu thủ tướng Abe Shinzō đã bị bắn 2 phát súng vào người (1 phát ở cổ và 1 phát ở ngực, viên đạn thứ 2 được ghi nhận là vết thương sâu và có khả năng đã găm vào tim ông). Tình trạng của ông được cho là rất nguy kịch. Sau khi bị ám sát ông đã được đưa đi cấp cứu bằng trực thăng.
Yamagami Tetsuya, nghi phạm 41 tuổi đã bị cảnh sát bắt giữ. Yamagami là cựu quân nhân Lực lượng Phòng vệ Biển Nhật Bản. Vũ khí Yamagami sử dụng dường như là một khẩu súng tự chế. Hiện chưa rõ động cơ của nghi phạm, nhưng Yamagami khai với cảnh sát rằng ông ta "không hài lòng" với cựu thủ tướng Abe và "có ý định sát hại ông".
"Một sở cứu hỏa địa phương cho biết cựu thủ tướng Abe dường như đang trong tình trạng ngừng tim", đài NHK cho hay, đề cập thuật ngữ được sử dụng ở Nhật Bản để chỉ người có nguy cơ tử vong trước khi bác sĩ xác nhận.
Đến khoảng 17 giờ 03 phút (giờ Nhật Bản) ngày 8 tháng 7 năm 2022, ông được xác nhận là đã qua đời.
Đáp lại vụ nổ súng và việc ông qua đời sau đó, nhiều nhà lãnh đạo thế giới đương nhiệm và cựu lãnh đạo thế giới đã bày tỏ sự đồng tình và ủng hộ đối với Abe. Nhiều nước cũng đã gửi lời chia buồn và treo cờ rủ, tổ chức quốc tang để tưởng nhớ đến ông.

### Tang lễ
Vào ngày 11 tháng 7 năm 2022, ông được Chính phủ Nhật Bản truy tặng vòng cổ Huân chương Hoa cúc, Huân chương cao quý nhất của Nhật Bản. Ông là Thủ tướng thứ 4 được trao tặng Huân chương Hoa cúc theo Hiến pháp thời hậu chiến, sau các cựu Thủ tướng Yoshida Shigeru, Satō Eisaku và Nakasone Yasuhiro.
Thi thể của ông được bà Abe Akie đưa về Tokyo một ngày sau khi ông bị ám sát. Lễ tsuya (lễ thức canh) được tổ chức vào ngày 11 tháng 7 năm 2022 và tang lễ của ông được tổ chức vào ngày 12 tháng 7 năm 2022 tại chùa Zōjō với chỉ những người thân trong gia đình và những người thân thiết đến tham dự. Thi thể của ông Abe được hỏa táng tại nhà tang lễ Kirigaya, Tokyo, sau tang lễ riêng vào ngày 12/7. Sau đó, tro cốt của ông được an táng tại quê nhà Yamaguchi trong một lễ quốc tang do Đảng Dân chủ Tự do và Nội các tiến hành.
Lễ quốc tang của ông được tổ chức vào ngày 27 tháng 9 năm 2022 tại nhà thi đấu Nippon Budokan ở Tokyo, nơi được xây dựng cho Thế vận hội Tokyo năm 1964 và là nơi thường tổ chức các sự kiện thể thao, biểu diễn lớn.

### Quốc tang

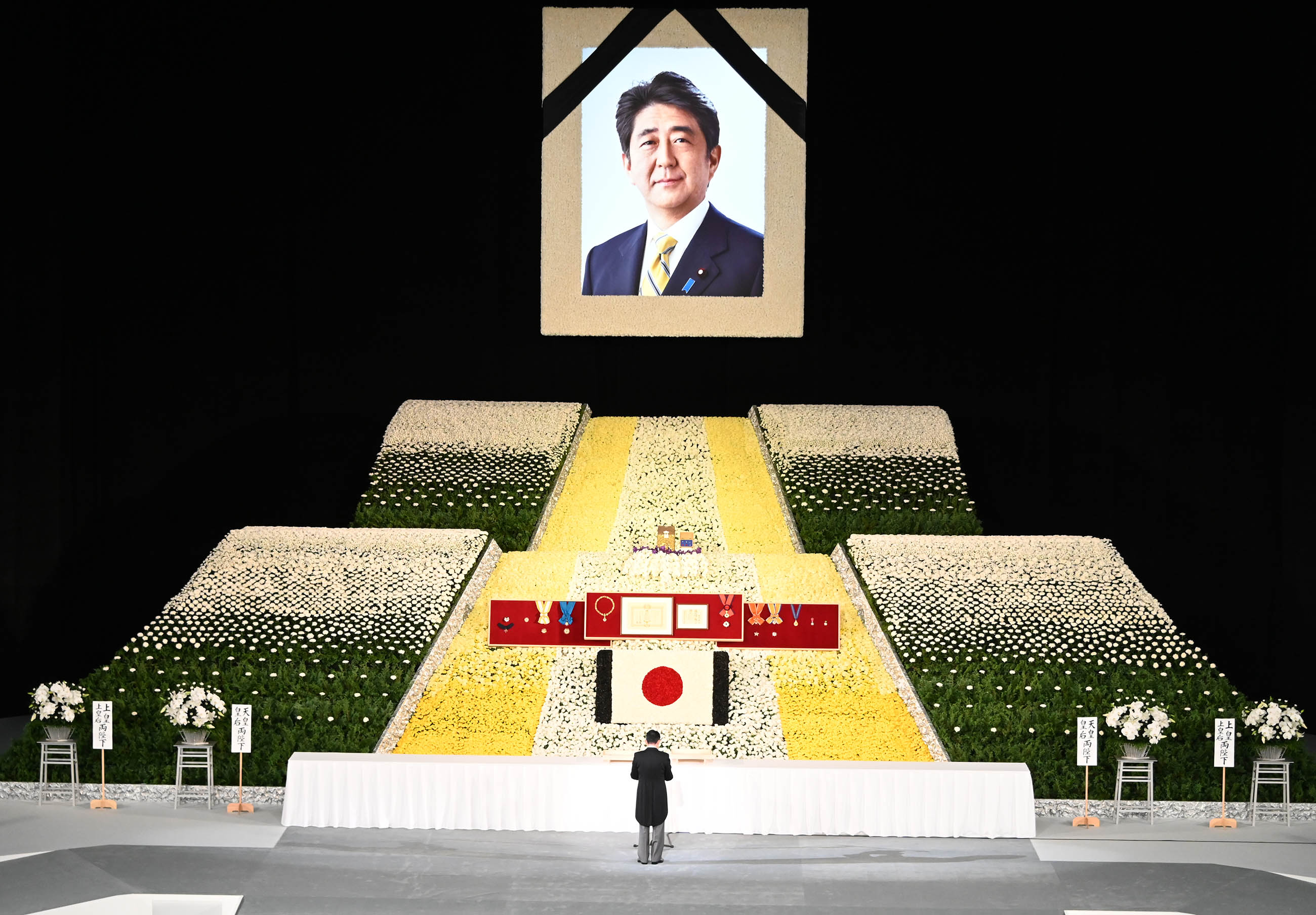
Lễ quốc tang cố Thủ tướng Abe Shinzō

Ngày 27 tháng 9 năm 2022, Nhật Bản tổ chức lễ quốc tang dành cho cố Thủ tướng Abe Shinzō tại Nippon Budokan, Tokyo. Đây là lần đầu tiên sau 55 năm Nhật Bản mới tổ chức quốc tang theo nghi thức cấp nhà nước cho một nguyên thủ tướng. Tro cốt của ông Abe được phu nhân Abe Akie đưa vào Budokan. Sau đó, 19 phát đại bác vang lên để tưởng nhớ vị cố thủ tướng.
Đã có gần 5.000 người tham dự lễ tang, trong đó có sự hiện diện của Phó Tổng thống Hoa Kỳ Kamala Harris, Thủ tướng Ấn Độ Narendra Modi, Thủ tướng Úc Anthony Albanese và nhiều vị lãnh đạo khác. Chủ tịch nước Việt Nam Nguyễn Xuân Phúc đã dẫn đầu đoàn đại biểu Việt Nam dự lễ quốc tang.

## Đánh giá
Sau khi Abe từ chức các nhà lãnh đạo trên thế giới đã thể hiện sự tiếc nuối và gửi lời chúc sức khỏe đến cho ông.
Cựu Tổng thống Hoa Kỳ Donald Trump, cũng luôn xem Abe như là một người bạn của mình và dành cho ông sự tôn trọng cao nhất.
Cựu Thủ tướng Đức Angela Merkel nói với các phóng viên: "Tôi cảm thấy việc từ chức của ông ấy là rất đáng tiếc và chúc ông ấy mọi điều tốt lành. Chúng tôi đã làm việc rất tốt với nhau".
Thủ tướng Anh Boris Johnson đánh giá Abe đã đạt những điều tuyệt với trên cương vị Thủ tướng Nhật Bản, cho đất nước của ông ấy và thế giới. Theo Thủ tướng Johnson, mối quan hệ Anh-Nhật dưới sự quản lý của Thủ tướng Abe đã trở nên vững mạnh từ thương mại, quốc phòng cho đến hợp tác văn hóa.
Phát ngôn viên tổng thống Nga Dmitry Peskov mô tả mối quan hệ công việc giữa ông Abe và Tổng thống Vladimir Putin là "tuyệt hảo".
Phát ngôn viên tổng thống Hàn Quốc Kang Min-seok cho biết Thủ tướng Abe đã đóng góp vai trò quan trọng trong mối quan hệ hai nước. Theo ông Kang, Hàn Quốc sẽ tiếp tục hợp tác với lãnh đạo và nội các mới của Nhật Bản để cải thiện mối quan hệ song phương.
Tổng thống Đài Loan Thái Anh Văn tuyên bố Thủ tướng Abe luôn thân thiện với Đài Loan, bất kể về chính sách hay quyền và lợi ích của người dân hòn đảo. "Ông ấy là người cực kỳ tích cực. Chúng tôi coi trọng tình cảm hữu hảo của ông với Đài Loan và mong ông khỏe mạnh", bà Thái nói.

## Tặng thưởng và vinh danh
- Top 100 Nhà tư tưởng Toàn cầu về Chính sách Đối ngoại năm 2013, 2013.
- Giải thưởng Herman Kahn, tháng 9 năm 2013.
- Giải thưởng Châu Á của năm, tháng 12 năm 2013.
- Tập chí Time 100 vào năm 2014, tháng 4 năm 2014.
- Tập chí Time 100 năm 2018, 2018.
- Giải thưởng Nhà lãnh đạo Thế giới về An ninh mạng của Diễn đàn Toàn cầu Boston, tháng 12 năm 2015.

## Đời tư
Abe kết hôn với Abe Akie, một người chơi trên mạng xã hội và là người từng chơi DJ, vào năm 1987. Cô là con gái của chủ tịch Morinaga, một nhà sản xuất sô cô la. Bà thường được biết đến với biệt danh "đảng đối lập trong nước" do có quan điểm thẳng thắn, thường mâu thuẫn với chồng. Sau thời gian làm thủ tướng đầu tiên của chồng, bà đã mở một izakaya hữu cơ ở quận Kanda của Tokyo, nhưng không hoạt động trong việc quản lý do sự thúc giục của mẹ chồng. Cặp đôi này không có con, đã trải qua những cuộc điều trị hiếm muộn không thành công trước đó trong cuộc hôn nhân của họ.